# Biella
Biella (AFI: /ˈbjɛlla/; ; Bièla [ˈbjɛla] in piemontese, Böielu in töitschu) è un comune italiano di 43 175 abitanti, capoluogo dell'omonima provincia nel Piemonte settentrionale.
La città è situata ai piedi delle Alpi Biellesi, e la sua esistenza è attestata sin dall'alto Medioevo. Dominata in seguito dai vescovi di Vercelli, nel 1379 passò ai Savoia. Nel corso dell'Ottocento conobbe un grande sviluppo urbanistico e industriale, divenendo presto nota per le sue industrie tessili.
Sono numerose le testimonianze storiche e artistiche del passato cittadino; tra le più importanti si ricordano il battistero, la cattedrale, il campanile di Santo Stefano e numerose ville e palazzi.
Dal 2019 è città creativa dell'UNESCO per le arti popolari e l'artigianato. È stata designata città alpina dell'anno 2021.

## Geografia fisica
(Giosuè Carducci, Rime e ritmi, 1898)

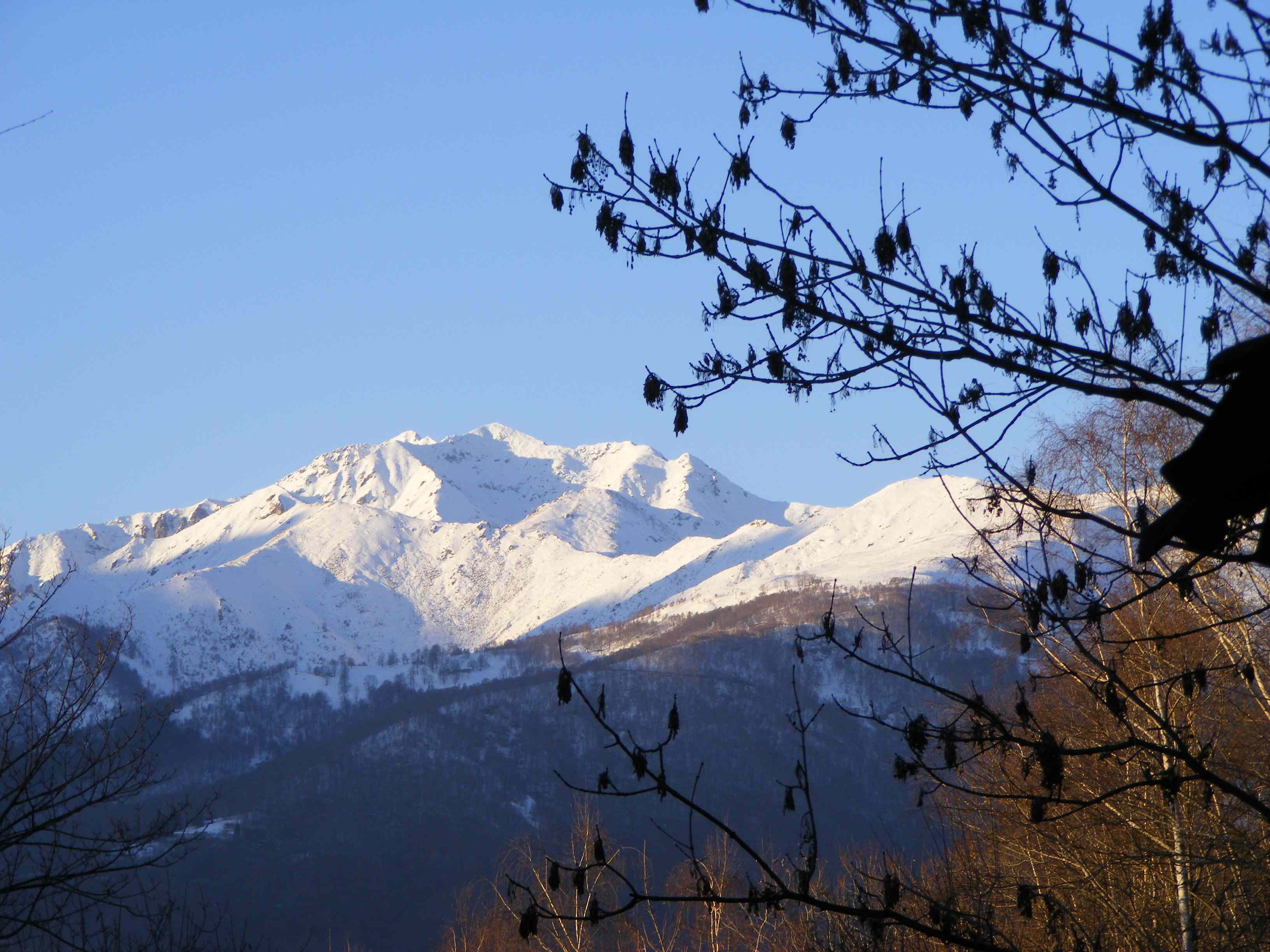
Le alpi Biellesi

Biella è situata ai piedi delle Alpi biellesi, sezione delle Alpi Pennine, al centro di rilievi montuosi ricchi di sorgenti (Massiccio del Bo, monti Mucrone – con l'omonimo lago – e Camino cuore di questa sezione) che alimentano i torrenti Elvo a ovest della città, Oropa e Cervo a est.

### Clima
Il clima di Biella è quello tipico delle zone prealpine. In inverno il termometro scende sovente sotto lo zero, con frequenti nevicate e gelate. La primavera e l'autunno sono le stagioni più piovose, con le maggiori concentrazioni in maggio e novembre. L'estate è calda e sovente afosa; talvolta le temperature arrivano a toccare o addirittura superare i 30 °C; frequenti in questa stagione sono anche i temporali.
| Biella             | Mesi | Mesi | Mesi | Mesi | Mesi | Mesi | Mesi | Mesi | Mesi | Mesi | Mesi | Mesi | Stagioni | Stagioni | Stagioni | Stagioni | Anno |
| Biella             | Gen  | Feb  | Mar  | Apr  | Mag  | Giu  | Lug  | Ago  | Set  | Ott  | Nov  | Dic  | Inv      | Pri      | Est      | Aut      | Anno |
| ------------------ | ---- | ---- | ---- | ---- | ---- | ---- | ---- | ---- | ---- | ---- | ---- | ---- | -------- | -------- | -------- | -------- | ---- |
| T. max. media (°C) | 5,8  | 7,4  | 12,1 | 16,5 | 21,6 | 25,0 | 27,8 | 26,0 | 22,1 | 16,0 | 10,9 | 7,0  | 6,7      | 16,7     | 26,3     | 16,3     | 16,5 |
| T. min. media (°C) | −0,6 | −0,1 | 3,4  | 6,7  | 11,1 | 14,4 | 17,1 | 16,0 | 13,6 | 8,3  | 4,1  | 1,0  | 0,1      | 7,1      | 15,8     | 8,7      | 7,9  |

## Storia

### Le origini della città

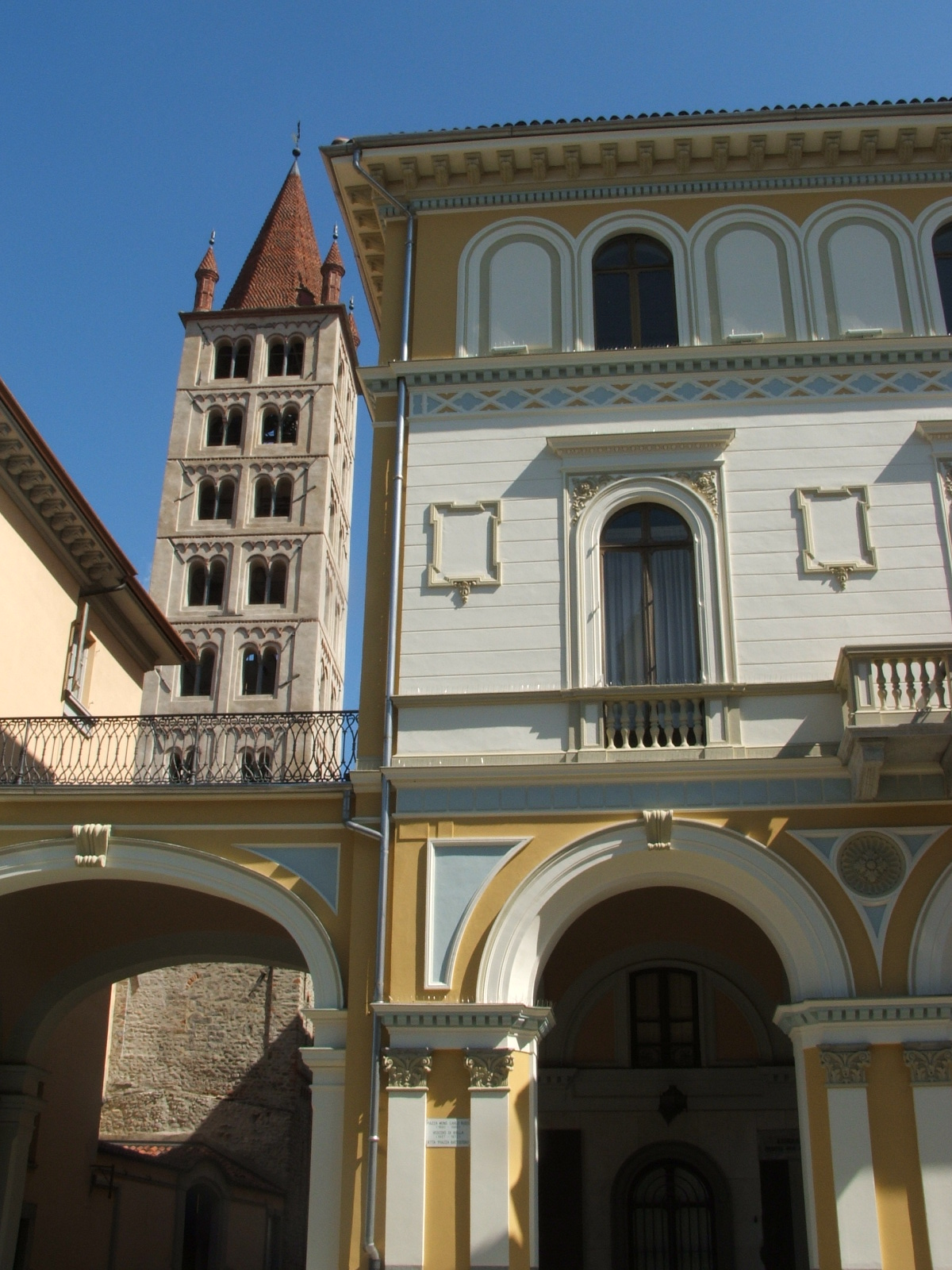
Palazzo comunale e Campanile di Santo Stefano

I reperti preistorici attestano la presenza nel Biellese di cacciatori/raccoglitori neanderthaliani tra i 120 000 e i 35 000 anni or sono. Homo sapiens comparve invece nel paleolitico superiore, attorno ai 35 000 anni fa, come attestano tra gli altri alcuni ritrovamenti sul Bric Burcina (oggi al confine tra i comuni di Biella e di Pollone). In questo sito è anche documentata la presenza di un insediamento protostorico risalente alle età del bronzo e del ferro. A questi reperti si possono associare le popolazioni dei Liguri e dei Celti.
La miniera di Vittimuli o Victimuli si insediò lungo i territori della zona della Bessa (pianura biellese) e sfruttò i giacimenti auriferi che dopo le glaciazioni si erano disciolti nel torrente Elvo. Tale sfruttamento continuò anche in epoca romana e continua ancora, sia pure come semplice hobby.
Sulla collina dove sorge l'attuale Parco della Burcina furono ritrovati nel 1959 attrezzi da lavoro e monili risalenti all'età del ferro che testimoniano le antiche origini di Biella.

### Bugella

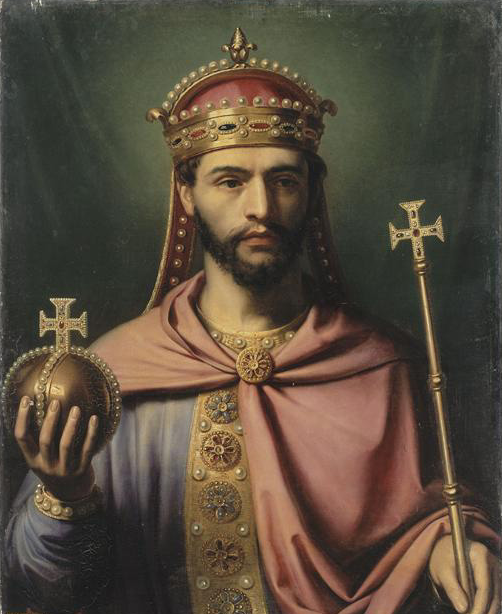
Ludovico il Pio imperatore

Un documento dell'anno 826 attesta come l'allora Bugella venne donata al conte Bosone da Ludovico il Pio (figlio di Carlo Magno), imperatore del Sacro Romano Impero, di cui Bosone era messo.
È questa la prima volta che il nome della città compare in un testo ufficiale; un altro documento (anno 882) testimonia poi di un'altra cessione, questa volta da parte di Carlo il Grosso alla Chiesa di Vercelli.
Il nome Bugella deriva dalla binata celto-latino di bu-cellae dove cellae significa luogo di dimora, mentre il prefisso bu è particella intensiva per indicarne la minore importanza, in questo caso rispetto a Vercelli dove il prefisso "ver" significa appunto maggiore importanza.
Nel X secolo la città fu dominata da Alemanni, Longobardi e Franchi, i quali costruirono le prime mura. Di questo periodo restano soltanto il Battistero e il campanile di una chiesa dedicata a Santo Stefano (ora nome dell'attuale duomo cittadino) attorno ai quali crebbe la città.

### Il borgo medioevale del Piazzo

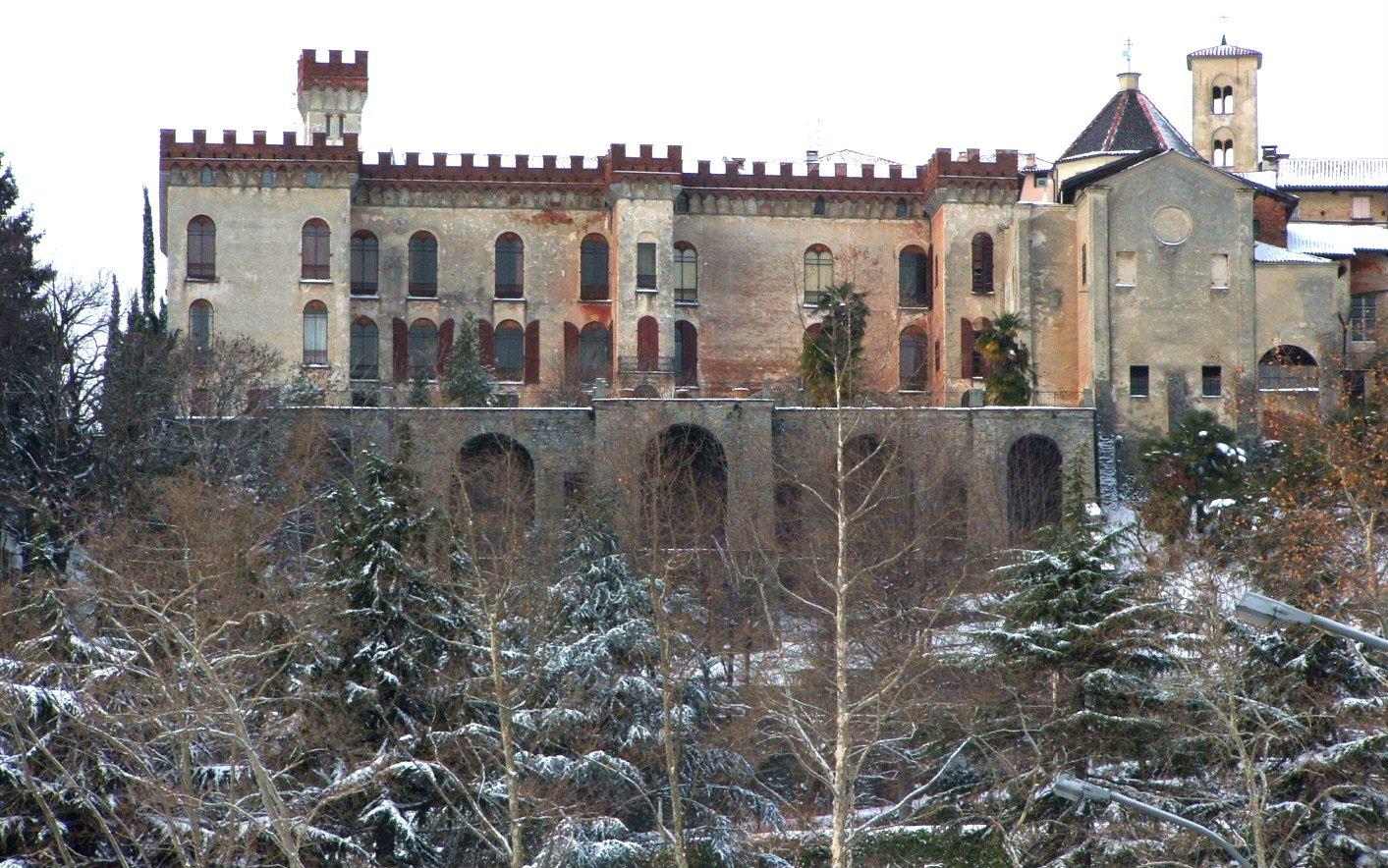
Palazzo Gromo di Ternengo

Il Piazzo, borgo medioevale che costituisce la parte alta di Biella, è considerato il cuore della città e fino al XIX secolo era sede del municipio. All'interno del borgo si possono ammirare spunti architettonici tipicamente medioevali come piazza Cisterna e la duecentesca chiesa di San Giacomo. Il borgo è collegato al resto della città con numerose coste e salite medioevali, ma vi si può accedere più comodamente utilizzando la funicolare.

### Rivalità fra i Visconti e i Savoia

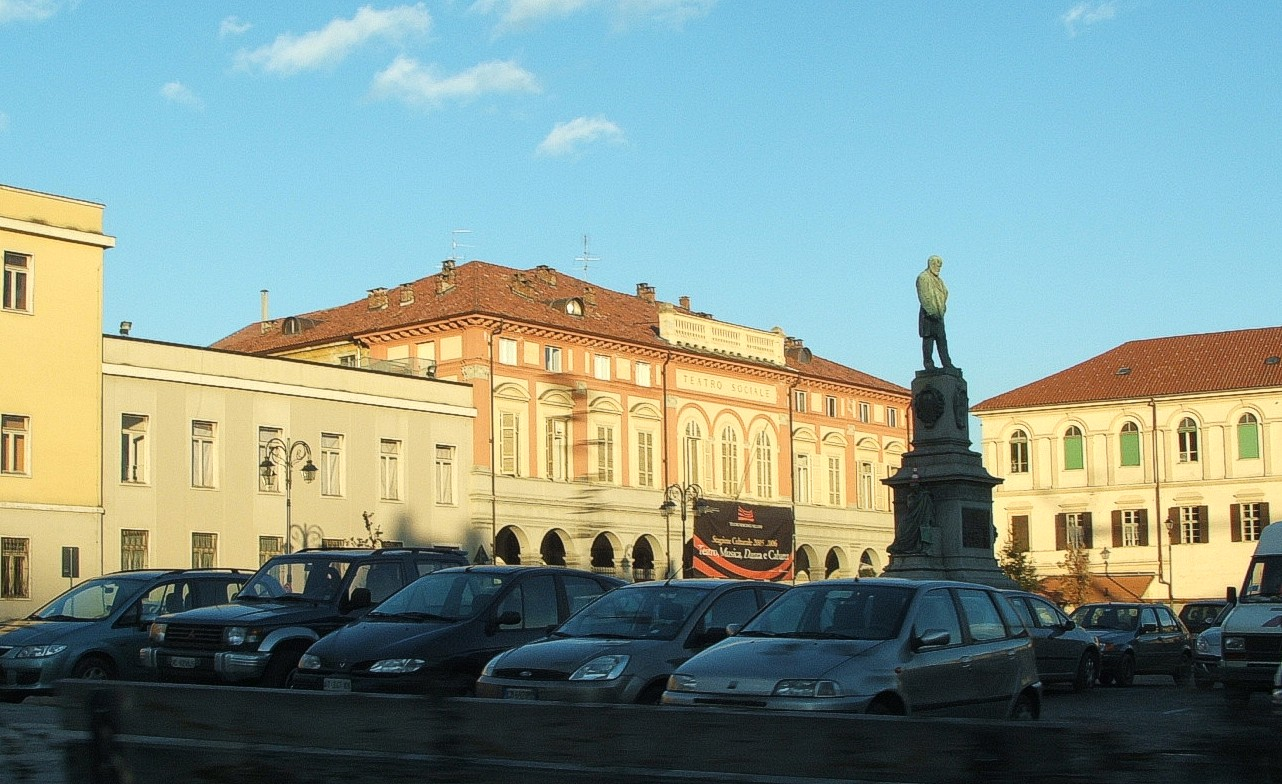
Piazza Martiri della Libertà: statua a Quintino Sella; sullo sfondo il Teatro Sociale Villani

Tra il XIV secolo e il XV secolo vi furono numerosi scontri tra i Visconti e i Savoia per conquistare il possesso del Biellese. Nel 1377 una rivolta cittadina capeggiata dal canonico Ardizzone Codecapra pose fine al dominio dei Vescovi di Vercelli, con la dedizione ai Savoia. A partire dal 1500 fu edificata la basilica di San Sebastiano.

### Seicento e Settecento
Il XVII secolo vide invece guerre contro i francesi e gli spagnoli e la città fu occupata dai primi nel 1704; nel 1706 l'eroico soldato biellese Pietro Micca salvò a prezzo della propria vita la città di Torino e di conseguenza Biella dall'invasione francese.
Il 1º giugno 1772 fu eretta la diocesi di Biella.
Nel 1798 Biella fu però nuovamente occupata dai francesi con l'approvazione dei liberali biellesi che speravano in un futuro prospero e privo di conflitti. Nella piazza della chiesa di Santo Stefano fu innalzato l'albero della libertà. Dopo la battaglia di Marengo, la città venne annessa alla Francia. Il Congresso di Vienna la ridiede nuovamente ai Savoia.

### La via della lana
Nel 1849, lungo le rive del torrente Cervo, Massimo Sella acquistò un edificio presso il ponte di Chiavazza che dal 1796 ospitava la cartiera Robiolio e il cui salto d'acqua era probabilmente sfruttato da un mulino fin dal XIII secolo e vi trasferì il lanificio da Mosso, dove Pietro Sella nel 1816 aveva introdotto l'innovazione della "ruota idraulica" per azionare i telai. Verso il 1836 i lanifici che sfruttavano la forza idraulica erano già una decina nella zona di Biella: nella stessa città sorgevano i due lanifici degli Amosso e quello dei Bossù.
Verso il 1840 l'antica industria dei lanaioli era scomparsa e gli artigiani erano divenuti tutti operai dei nuovi lanifici, tuttavia rimanevano ancora i telai domestici, a cui gli industriali facevano ricorso nei periodi di incremento della produzione e soprattutto durante i frequenti scioperi.

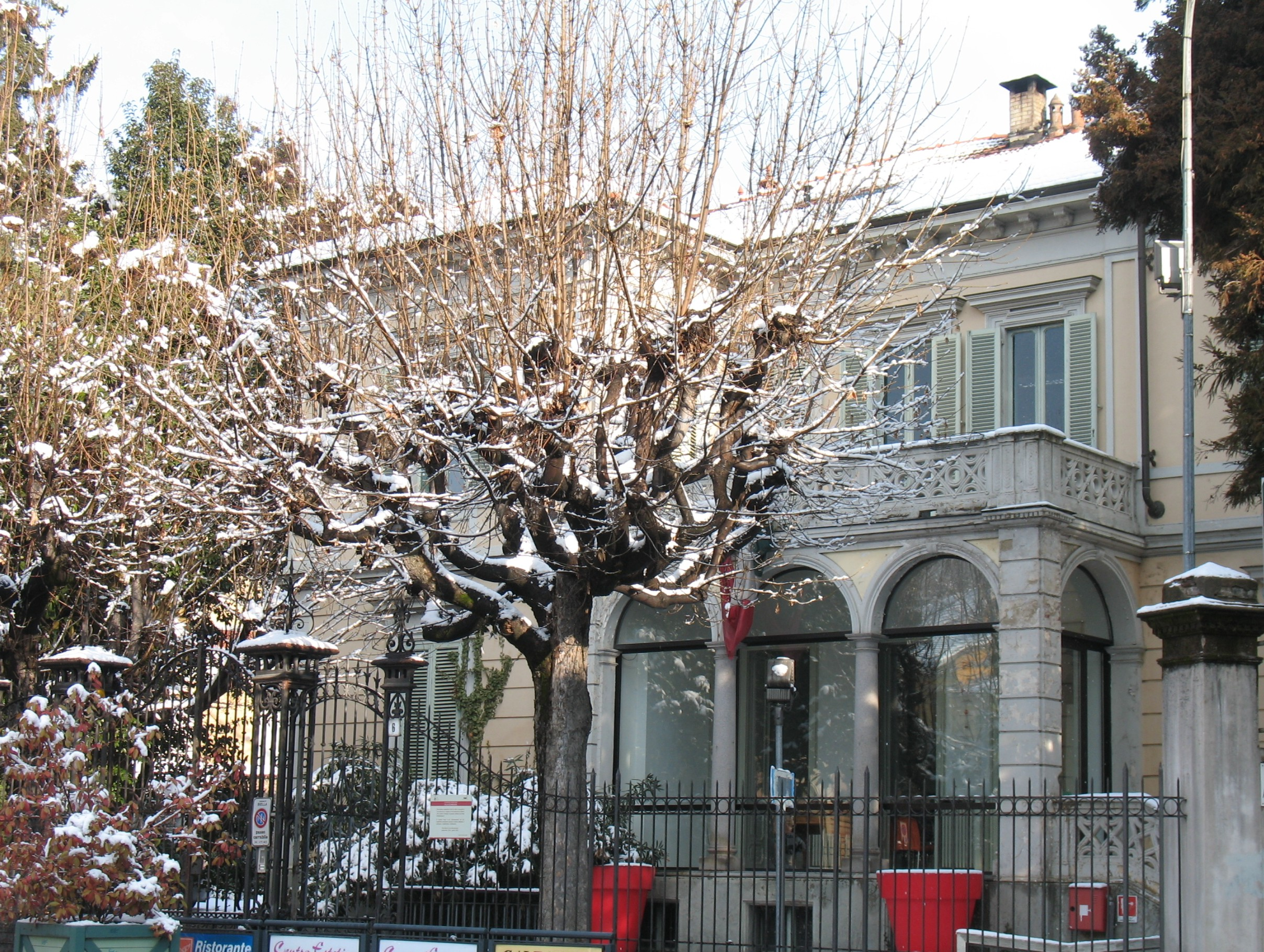
Villa Schneider

Nel 1859 Biella venne liberata dall'assedio delle truppe austriache da Garibaldi; in seguito al Decreto Rattazzi diviene capoluogo dell'omonimo circondario della provincia di Novara. Entrerà a far parte della provincia di Vercelli nel 1927, per diventare infine provincia autonoma nel 1992.
Con l'introduzione dei nuovi telai meccanici (il primo introdotto a Biella fu lo Smith, seguito dal Crompton, poi nel 1870 dall'Hartman e nel 1880 dallo Schöner) nasceva così il primo lanificio moderno, con una lavorazione della lana che continuava una tradizione risalente a più di cinquecento anni prima, se si considera che già nel 1245 erano inseriti negli statuti di Biella il Collegio dei Lanaioli e quello dei Tessitori.
Il processo di industrializzazione si compie lentamente nel corso dell'Ottocento, gli operai impiegati nell'industria laniera passano da 6 500 a 7 339 dal 1864 al 1891, crescita che pare modesta, ma che avviene in un periodo in cui l'introduzione dei telai meccanici crea una minore esigenza di manodopera a parità di prodotto. A cavallo dei due secoli registra un boom e nel 1907 gli operai sono già 15 068.
Nell'Ottocento è comune nelle fabbriche il lavoro infantile, talvolta preferito a quello degli operai adulti, perché pagati tre-quattro volte meno e più deboli nel rapporto con i proprietari. Si arrivano ad impiegare fanciulli di 7 anni e talora anche di 5 e i capireparto spesso li maltrattano o li percuotono. Le condizioni di lavoro sono proibitive: le fabbriche sono basse, umide, polverose, male illuminate, l'aria è densa di vapori di sostanze irritanti. Gli uomini lavorano dalle 12 alle 14 ore al giorno. Gli incidenti sul lavoro sono molto frequenti. Nelle fabbriche sono impiegate anche molte operaie, che possono essere vittime delle profferte dei capireparto e dei proprietari.

### Seconda guerra mondiale

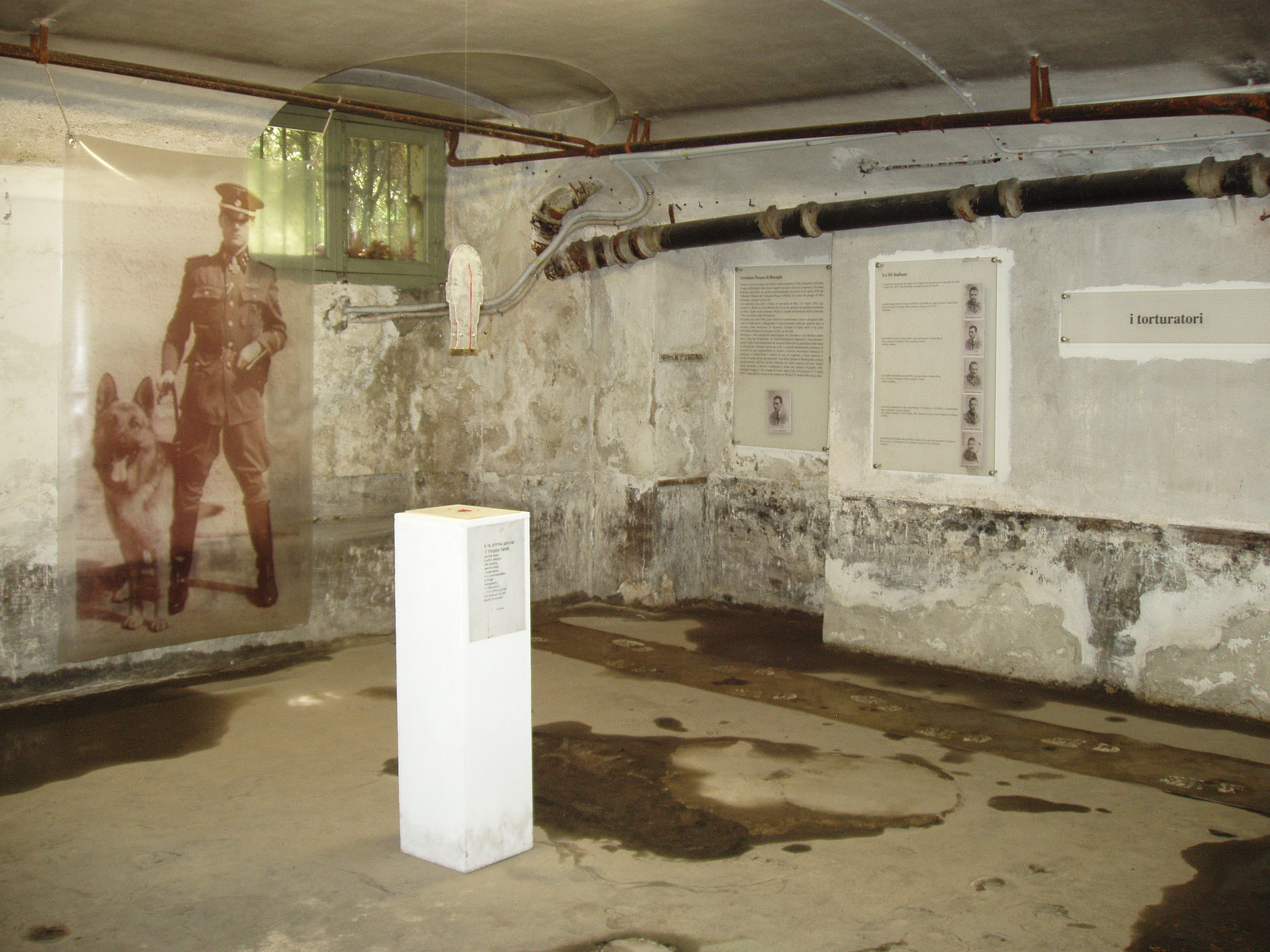
Stanza delle torture a Villa Schneider

Nella seconda guerra mondiale Biella – una delle città fulcro della Resistenza in Piemonte – fu teatro, con le sue colline e le sue montagne che le fanno da corona rendendola pari ad un'inespugnabile enclave, di intense lotte partigiane.
Luogo della memoria della Resistenza partigiana contro il nazifascismo è Villa Schneider, un edificio storico divenuto poi sede di un assessorato comunale e di una sala permanente della memoria allestita a ricordo degli eventi accaduti nel Biellese negli anni che vanno dal 1943 al 1945.

### Anni recenti

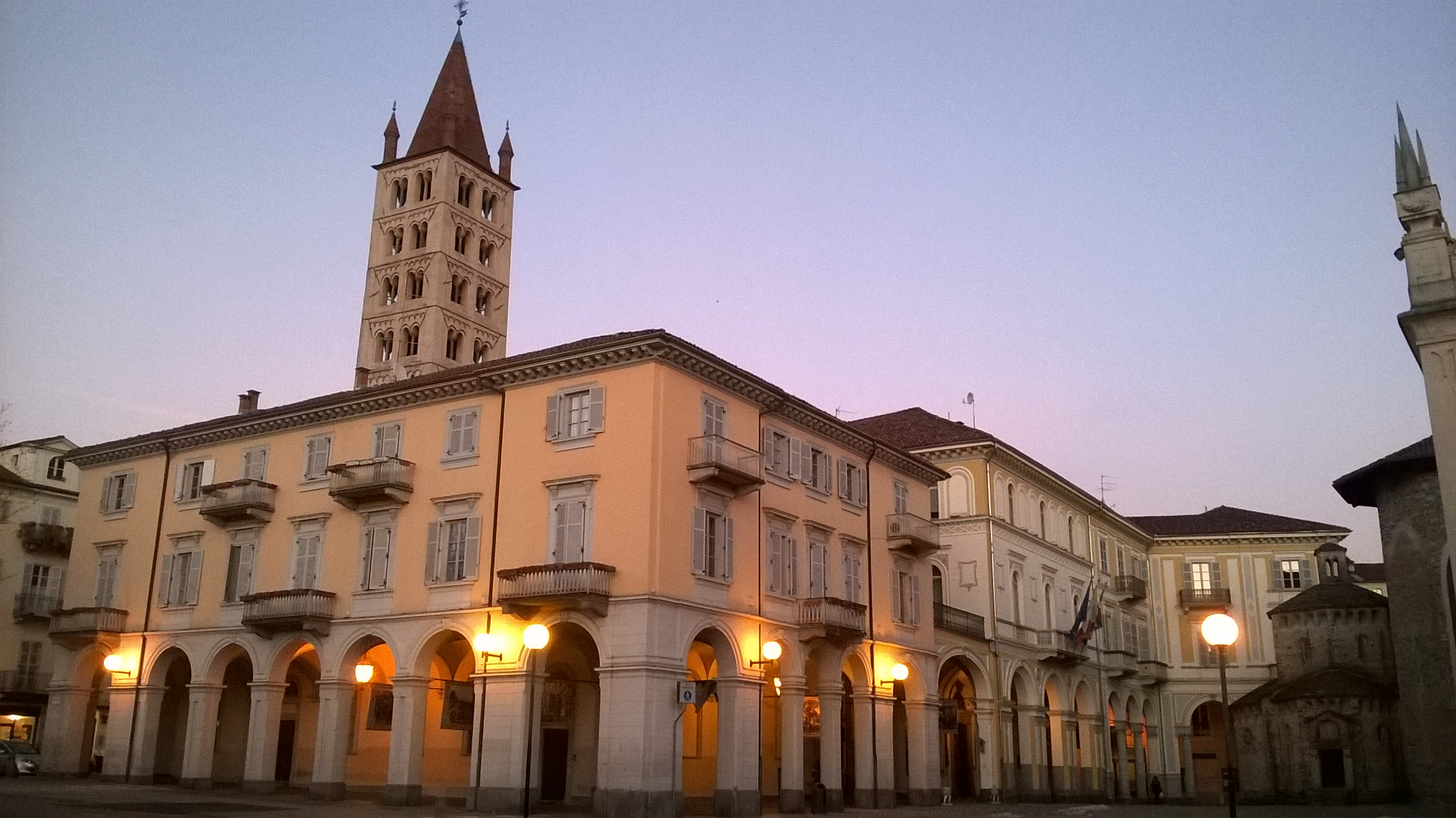
Piazza Duomo

Biella è stata negli anni finali della seconda guerra mondiale un centro vitale per la realizzazione dei macchinari della Piaggio, che aveva trasferito nella città piemontese, da Pontedera, i propri stabilimenti, a rischio a causa dei bombardamenti verso le truppe della Germania nazista in fuga verso il nord. È stato qui che nel 1944 venne progettato il prototipo progenitore della "Vespa", il "Paperino", da cui negli anni seguenti sarebbe derivato uno dei modelli più diffusi di motoscooter.
In anni ancor più recenti, ed in campo televisivo, grazie all'opera dell'imprenditore Giuseppe Peppo Sacchi, nel 1971 nacque Telebiella, prima tv libera italiana e la prima emittente privata a rompere il monopolio della Rai (l'emittente di Sacchi fallì poi negli anni ottanta, ma rinacque in seguito sotto altra proprietà).
In seguito anche il mobilificio biellese Aiazzone sarà un altro importante protagonista dello sviluppo delle televisioni locali.

### Simboli

Il gonfalone di Biella

Lo stemma del comune di Biella è stato riconosciuto con decreto del capo del governo del 7 agosto 1931.
La tradizione vuole che lo stemma di Biella sia stato concesso dal vescovo di Vercelli, a seguito del contributo fornito dalla guarnigione biellese nel 1306 contro fra Dolcino, rifugiatosi nei pressi di Mosso e Trivero. La sua più antica rappresentazione risale al 1344, quando comparve sui sigilli dei documenti comunali. Come simbolo venne adottato l'orso, fino al XIV secolo animale tipico delle valli locali, soprattutto nelle zone di Oropa, Graglia e Muzzano. All'epoca, ogni volta che se ne uccideva un esemplare, la sua testa veniva donata al vescovo di Vercelli.
L'albero è stato interpretato come un olmo o come una betulla ma la versione più attendibile lo descrive come un faggio, dal momento che avrebbe dovuto raffigurare la pianta maggiormente diffusa nel Biellese.
Il gonfalone, concesso con regio decreto del 12 marzo 1931, è un drappo di colore rosso.

### Onorificenze
La città di Biella è tra le città decorate al valor militare per la guerra di Liberazione insignita il 31 marzo 1980 della medaglia d'oro al valor militare per la sua attività nella lotta partigiana durante la seconda guerra mondiale:

## Monumenti e luoghi d'interesse

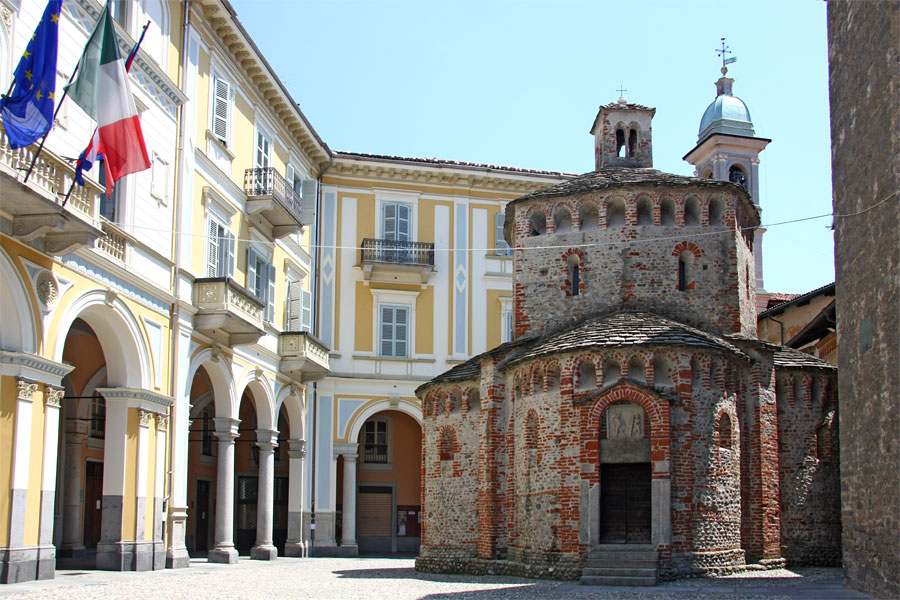

### Architettura sacra
Il più importante luogo di culto del biellese è il Santuario mariano di Oropa, situato a una dozzina di chilometri dal capoluogo, nella frazione di Oropa, e meta di pellegrinaggi di devozione mariana.
Nel centro-città, invece è situato il duomo, dedicato al patrono Santo Stefano.

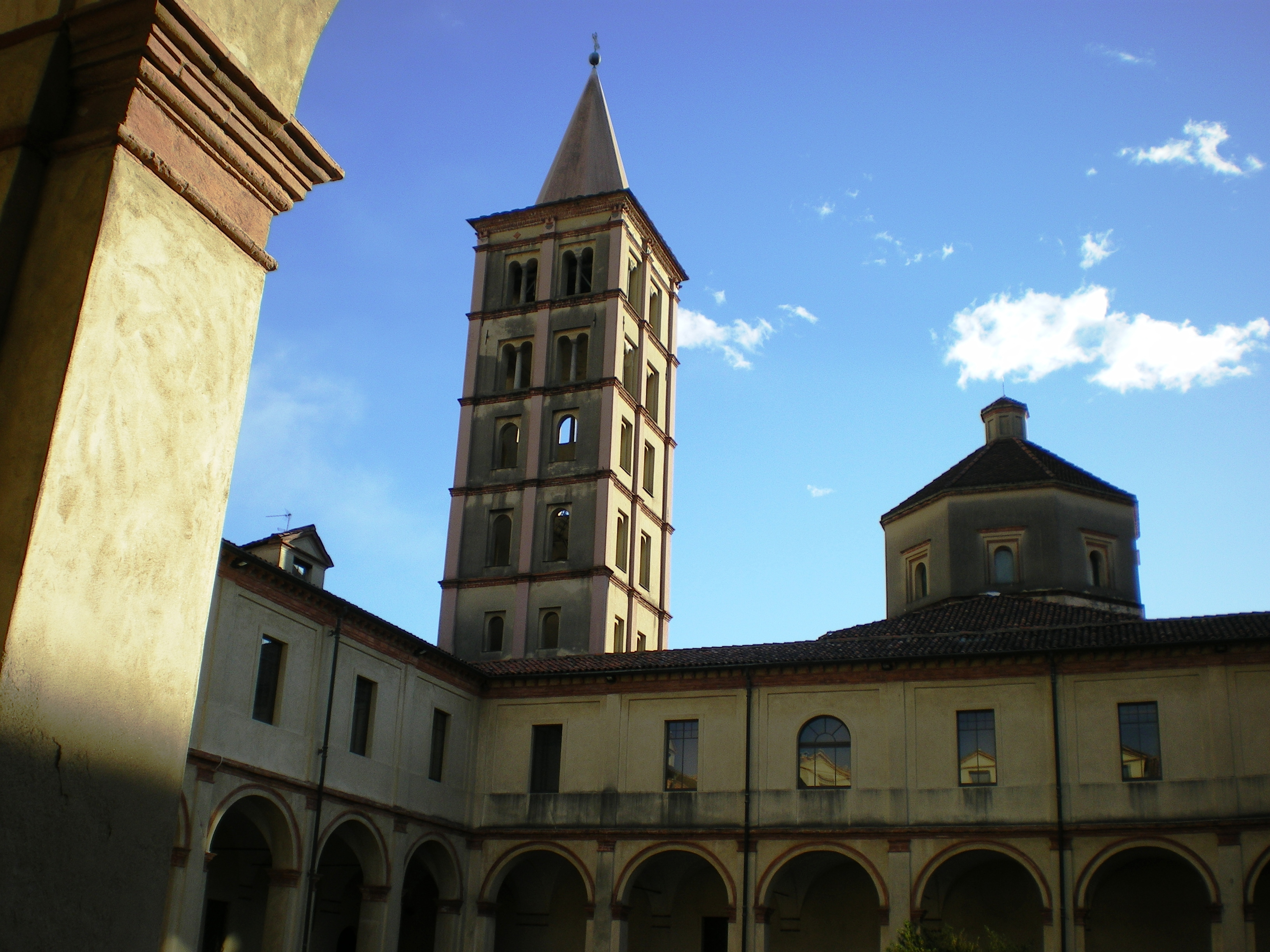
La basilica di San Sebastiano e il suo campanile

Sempre nella città bassa si trovano importanti monumenti come il Battistero romanico (X-XI secolo) con all'interno affreschi del XIII secolo e la rinascimentale basilica di San Sebastiano (1504), ancora intatta all'interno, conserva ottime pitture di artisti piemontesi, tra i quali anche Rodolfo Morgari (Il profeta Daniele, affresco dei pennacchi della cupola, risalente al 1866). Il chiostro di San Sebastiano ospita il Museo del Territorio, in cui sono esposti reperti di una necropoli romana, ceramiche e quadri, soprattutto degli ultimi due secoli.

### Architettura civile

#### Il Piazzo

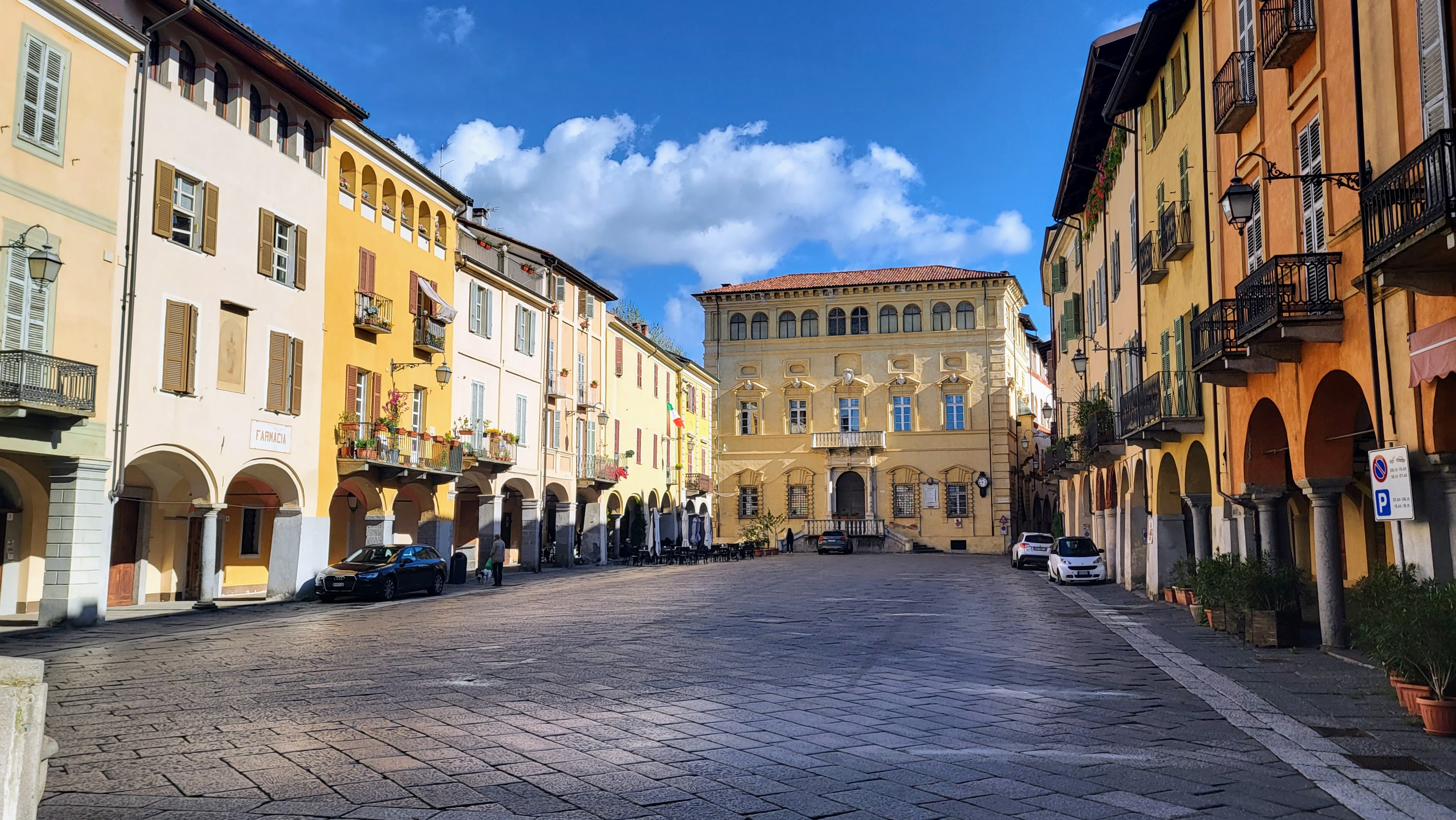
La Piazza centrale del Piazzo è piazza della Cisterna. Qui con vista sul palazzo Cisterna

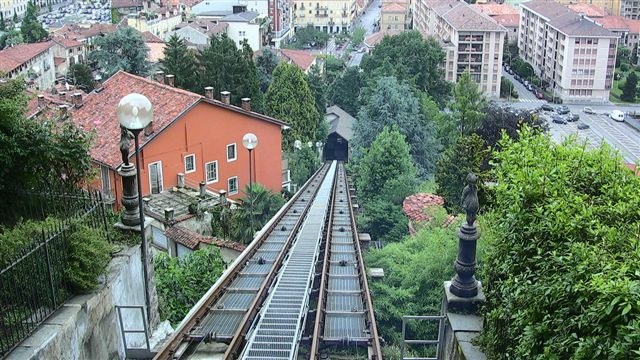
La funicolare che collega Biella Piano con il borgo del Piazzo vista dall'alto

Di interesse turistico anche la stessa città di Biella con il suo nucleo storico del Piazzo, ricco di atmosfere medievali e di pregevoli palazzi del XV secolo e del XVI secolo: un esempio è Palazzo Cisterna situato nell'omonima piazza.

#### Biella piano
Particolare interesse rivestono sul piano dell'architettura il palazzo dell'Unione industriale, esempio di stile littorio opera di Nicola Mosso, e il moderno Palazzo Boglietti, sede di un centro culturale.

#### Palazzo Ronco
Nei pressi dei giardini pubblici intitolati al botanico Maurizio Zumaglini si trova Palazzo Ronco, un edificio in stile neogotico eretto nel 1925 secondo i progetti dell'architetto Gottardo Gussoni.

### Parchi e natura

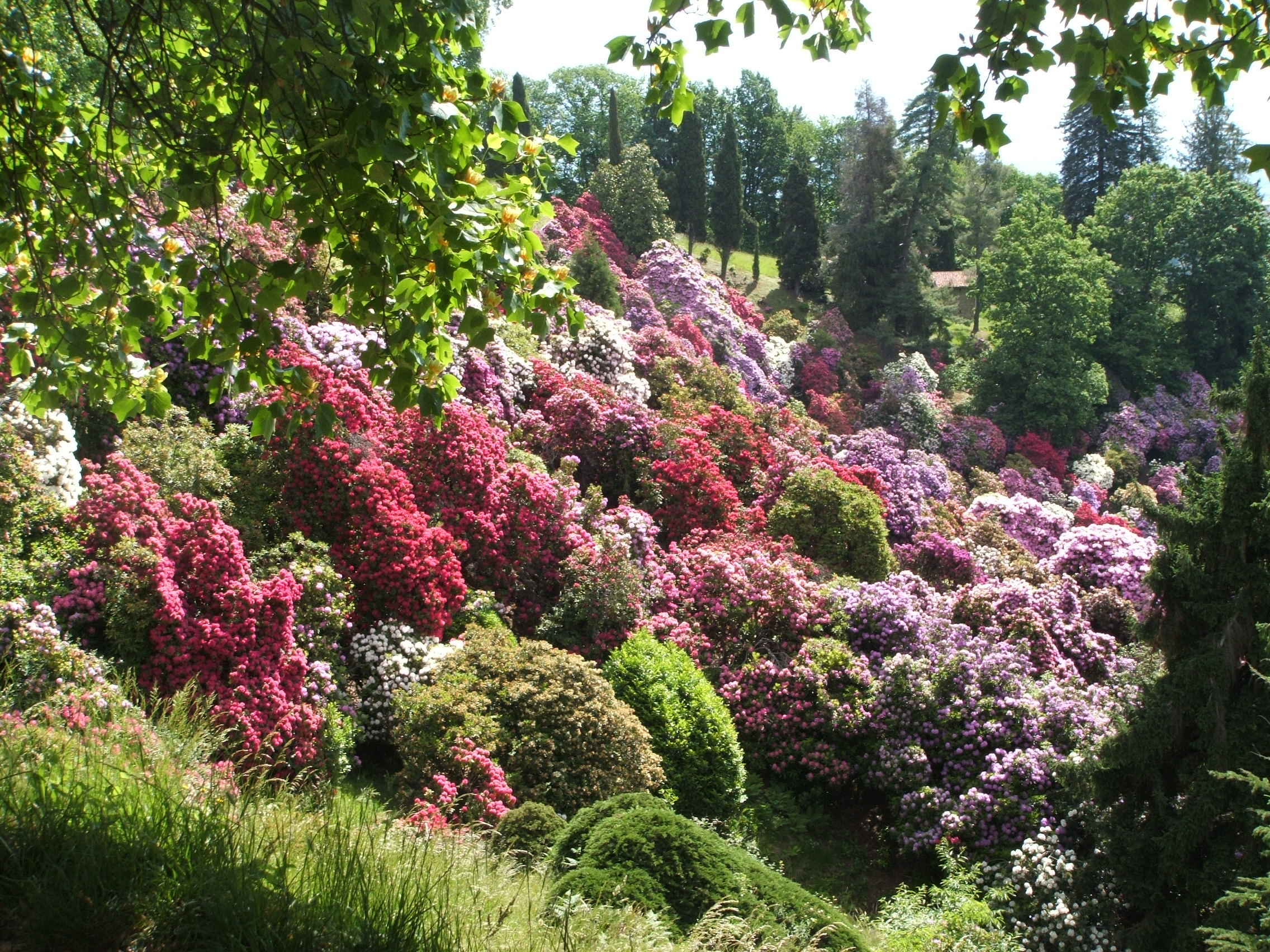
Parco della Burcina

Luoghi di rilievo turistico ambientale sono: 
- nella Val Cervo, l'Oasi Zegna ed il centro sciistico di Bielmonte (presso Trivero), raggiunto dalla Strada statale 232 Panoramica Zegna)
- il Parco della Burcina, riserva naturale con flora protetta
- il territorio della Bessa
- la riserva naturale regionale detta delle Baragge, un'area verde che fa da corona alla parte a sud-est della città
- il Ricetto di Candelo, antico borgo medievale.

## Società

### Evoluzione demografica
Abitanti censiti

### Etnie e minoranze straniere
Gli stranieri residenti a Biella al 31 dicembre 2023 erano 4 147 ovvero il 9,68% della popolazione. Di seguito sono riportati i gruppi più consistenti:
1. Marocco, 737
2. Romania, 690
3. Filippine, 375
4. Cina, 231
5. Ucraina, 212
6. Nigeria, 195
7. Pakistan, 162
8. Albania, 99

### La comunità ebraica di Biella
Biella è dal XVI secolo sede di una piccola ma significativa comunità ebraica. Agli inizi del Settecento, come nel resto del Piemonte, fu istituito il ghetto, nel quale si conserva la piccola sinagoga settecentesca, con i suoi arredi originali. Degno di nota è anche il cimitero ebraico di Biella, in via dei Tigli.

### Specialità gastronomiche

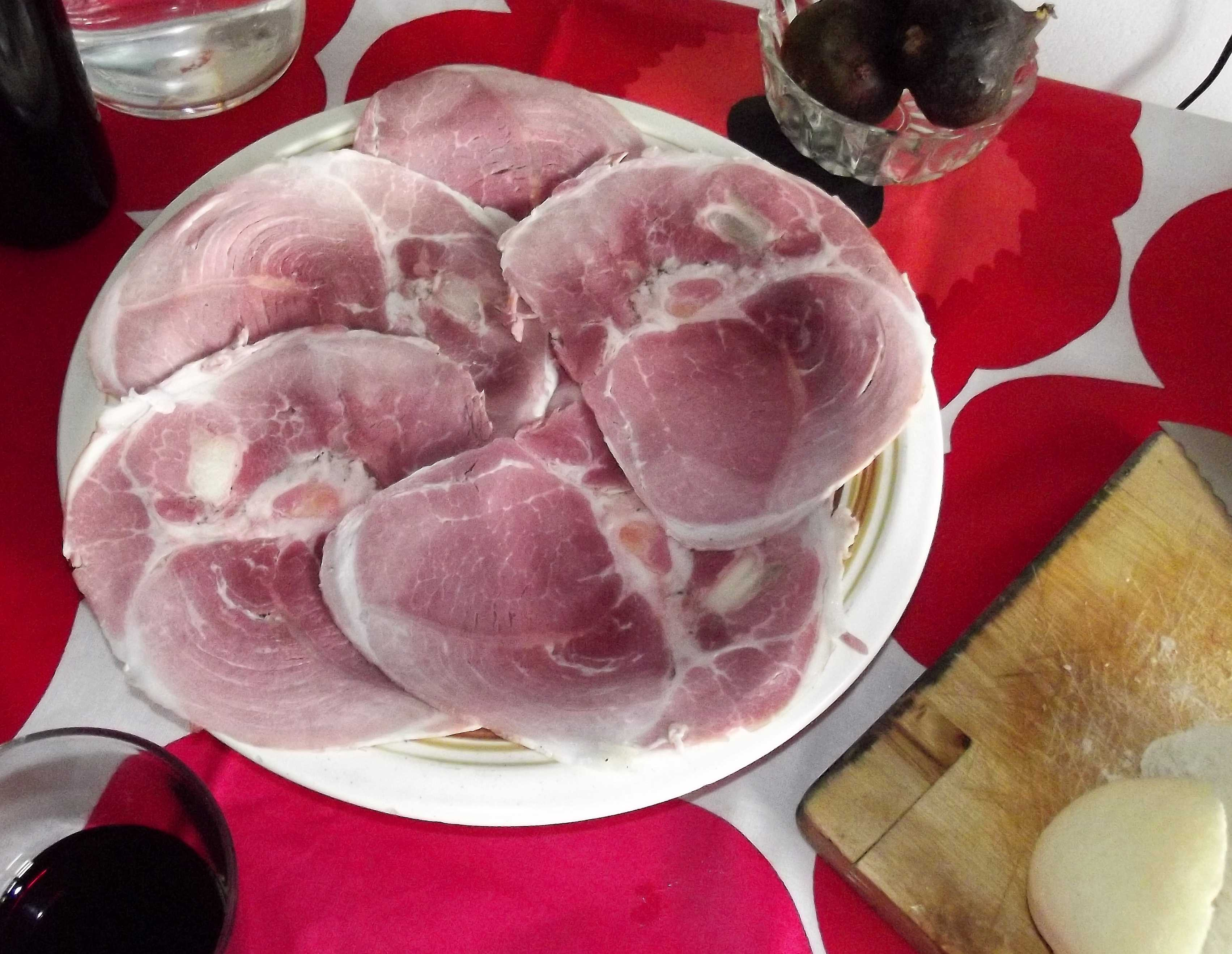
Paletta biellese

La città di Biella è molto famosa per le molte eccellenze enogastronomiche tipiche piemontesi: il macagn, la mostarda, il miele locale, i formaggi come il Murtarat e il Beddu, i salumi (Salam), la carne di maiale con patate bollite, la paletta, la salsiccia di riso e altri salumi tipici regionali.
Tra i dolci tipici troviamo i canestrelli, i croccanti del Ciavarin, dall'aroma di caramello, mandorle e fiori d'arancio, le miasce, a base di farina di mais, e molte altre tipiche golosità piemontesi.

#### Pan d'Oropa
Uno dei dolci tradizionali di Biella è il Pan d'Oropa. Fu inventato nel 1935 da alcune donne della zona e veniva inviato ai soldati in guerra sul fronte etiopico. Oggi il Pan d'Oropa è una specialità preparata nei principali forni della città.

#### Polenta concia
Un piatto tipico della tradizione biellese è la polenta concia che cambia significativamente da zona a zona. 
Viene cucinato con polenta, burro, toma e/o maccagno.

## Cultura
La città di Biella nell'ottobre del 2019 è diventata città creativa UNESCO. Dopo esser diventata città Capitale dell'arte moderna (Cittadellarte-Fondazione Pistoletto), nel 2016 si è confermata Capitale della Lana.

### Scuole

#### Scuole elementari
- Collodi
- Fermi
- Fratelli Scuole Cristiane Lamarmora
- Cridis
- De Amicis
- Deledda
- Micca
- XXV aprile
- Carducci

#### Scuole medie
- Marconi
- Salvemini
- San Francesco
- Costa
- Fratelli Scuole Cristiane Lamarmora

#### Scuole secondarie di secondo grado
- Istituto di Istruzione Superiore “Giuseppe e Quintino Sella”
- Liceo Scientifico e delle Scienze Umane “Amedeo Avogadro”
- Istituto di Istruzione Superiore “Eugenio Bona”
- Istituto di Istruzione Superiore “Quintino Sella”
- Istituto di Istruzione Superiore “Gae Aulenti”
- Istituto di Istruzione Superiore del Cossatese e Valle Strona

#### Biblioteche
- Biblioteca diocesana del Seminario vescovile, fondata nel 1823[34];
- Biblioteca medico scientifica dell'Ospedale degli infermi, fondata nel 1938[35];
- Biblioteca dell'Istituto di ricerche e sperimentazione laniera Oreste Rivetti, fondata nel 1969[36];
- Biblioteca della Fondazione Sella[37];
- Biblioteca dell'Archivio di Stato, fondata nel 1967 e fa parte del Polo Bibliotecario Biellese[38];
- Biblioteca della Camera del lavoro e centro di documentazione sindacale, fondata nel 1981[39].

#### Università
Nella città di Biella sono presenti varie sedi distaccate dell'Università del Piemonte Orientale, dell'Università di Torino e del Politecnico di Torino.

### Musica
Ogni anno intorno a fine ottobre si svolge il Biella Festival, organizzato dall'Associazione Artistica AnniVerdi che richiama cantautori e autori da tutta Italia e non solo. La manifestazione, giunta alla ventesima edizione, sta acquistando un'importanza sempre maggiore.Da tre anni è affiancato da Biella Festival Music Video, rassegna riservata ai videoclip musicali di area indipendente.

### Teatro

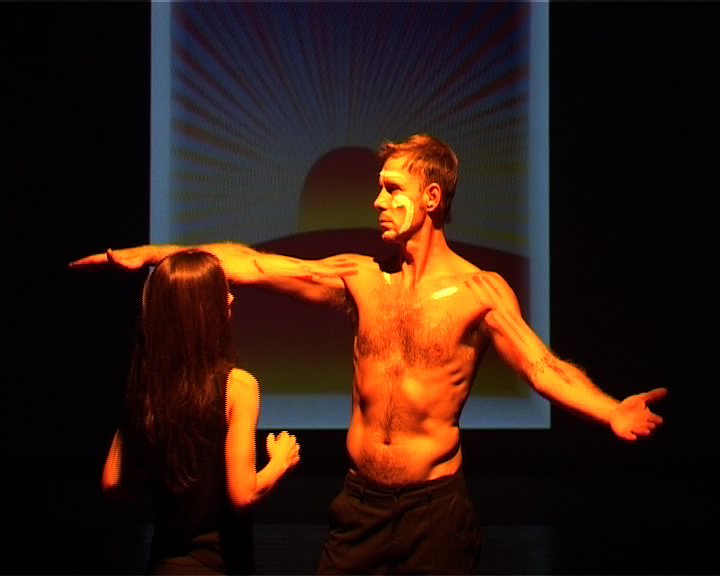
"I colori del silenzio: Jean Michel Folon" produzione il Punto, regia di Renato Iannì

Teatro Sociale Villani: aperto all'inizio dell'Ottocento dai fratelli Villani, appartenenti a una famiglia piuttosto in vista nell'ambiente culturale biellese, la sua prima sede fu progettata dall'architetto di corte Fabrizio Sevesi trasformando un preesistente edificio situato a Biella piano. A causa della notevole affluenza di pubblico però si rese necessaria la costruzione di un teatro più ampio che fu completato nel 1875 nella sua attuale collocazione di Piazza Martiri della Libertà dall'ing. Giuseppe Bollati. Il teatro a seguito di un incendio avvenuto nella notte del 16 agosto 1892 dovette essere parzialmente ricostruito; i restauri più recenti datano al 2002 ed hanno riguardato la messa a norma dell'edificio. L'attività del Teatro Sociale Villani ha mantenuto nel tempo un elevato profilo qualitativo e si caratterizza tuttora come un'importante presenza nel panorama teatrale italiano.

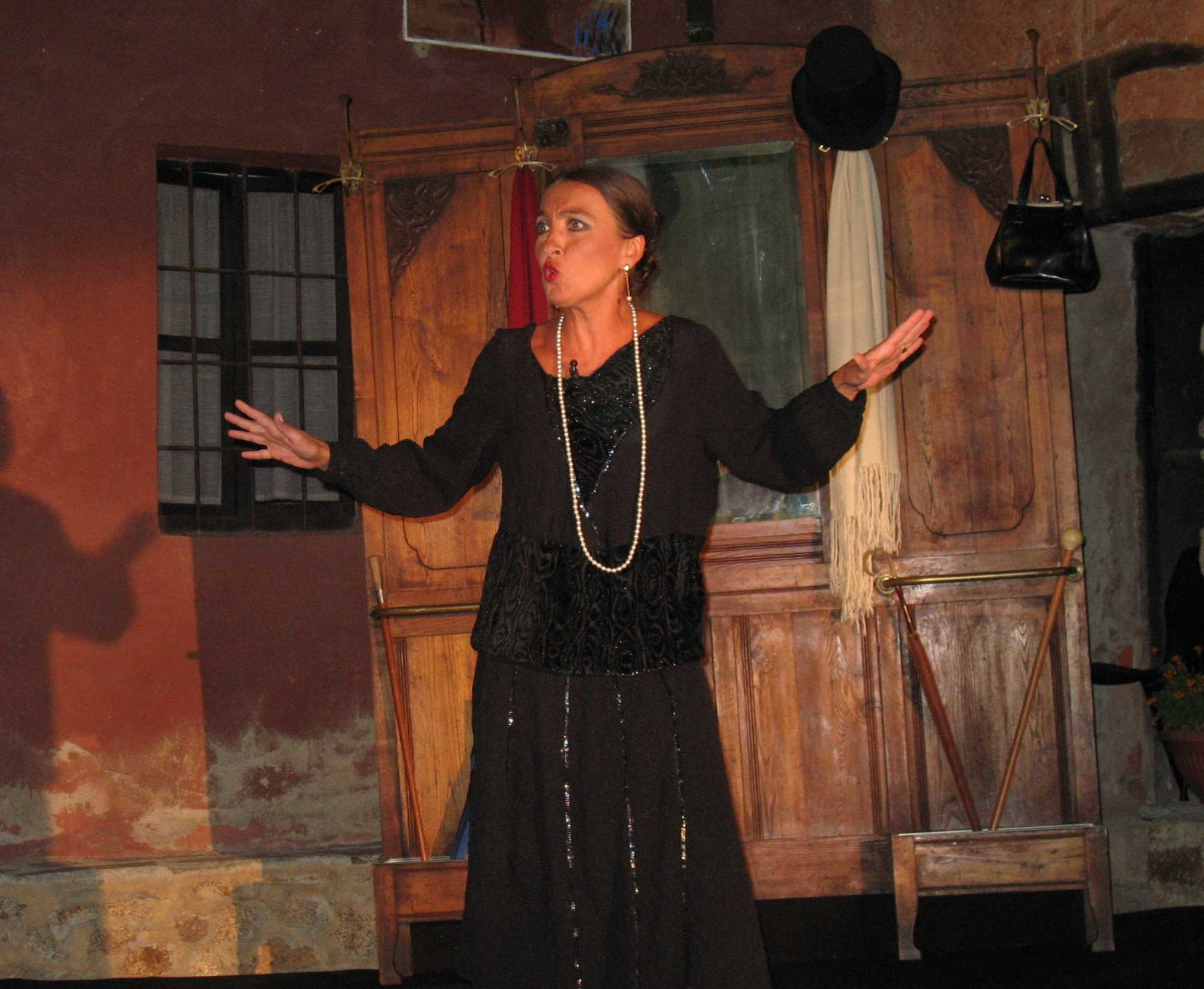
Veronica Rocca, attrice e regista di A.R.S. Teatrando

In campo teatrale, è storica la compagnia del Teatro Stabile di Biella, creata da Gianni Franzoi negli anni Cinquanta (molte e importanti le sue partecipazioni in RAI e nella TV Svizzera) e dal 1997 guidata da Renato Iannì, regista e autore teatrale della Scuola di Drammaturgia di Eduardo De Filippo. Con il grande maestro napoletano ha scritto Un pugno d'acqua e ha collaborato alla stesura di Lezioni di teatro.
Attivo nel territorio dal 1989 è anche Patatrac Teatro, che nel 2002 diventa Associazione Arcipelago Patatrac che gestisce il Centro di Teatro Educativo diretto da Massimo Ozino e Franca Bonato. Arcipelago Patatrac cura progetti, interventi, formazioni, spettacoli e anche una scuola di teatro articolata in diversi livelli didattici e metodologici per bambini, adolescenti, adulti.
In ultimo A.R.S. Teatrando (Associazione Ricerca e Spettacolo), associazione e compagnia teatrale fondate nel 1988.

### Televisione
Biella è sempre stata in primo piano nel mondo della televisione. Nel 1972 nasceva Telebiella, la quale è stata una delle prime televisioni a rompere il monopolio della RAI. Dopo una dura reazione del governo italiano che soppresse la televisione, Telebiella intraprese una dura battaglia legale vittoriosa e poté ricominciare a trasmettere. Nel 1992 Telebiella fallì definitivamente. Nel 1993 rinacque sotto il nome di ReteBiella TV con telegiornali, partite in diretta della locale squadra di basket, nonché i telegiornali e alcune trasmissioni della programmazione della RSI LA1.

## Geografia antropica

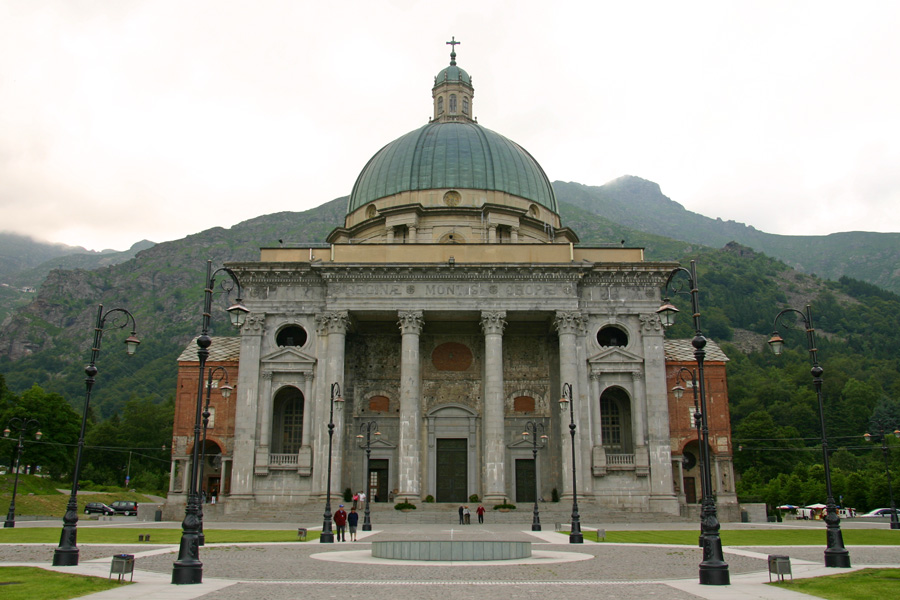
Il santuario di Oropa, situato nella frazione omonima

Biella comprende vari quartieri; i più noti sono:
- Centro
- Piazzo
- Riva
- Oremo
- San Paolo-Masarone-Villaggio Sportivo
- Vernato
- Villaggio Lamarmora

La città include inoltre 10 frazioni:
- Barazzetto
- Chiavazza
- Colma
- Cossila San Giovanni
- Cossila San Grato
- Favaro
- Oropa
- Pavignano
- Vandorno
- Vaglio

## Economia
L'economia di Biella e del biellese è tradizionalmente legata al settore tessile ed in particolare a quello della lana. La lavorazione della lana ha origini antiche e si è progressivamente sviluppata determinando il tessuto economico dell'area, con grandi ed importanti aziende del settore, tra le quali occorre ricordare, per l'importanza che tuttora mantengono, anche se in parte non più in mani biellesi, il gruppo Ermenegildo Zegna, il lanificio Vitale Barberis Canonico 1663, il gruppo Lanificio fratelli Cerruti, la Fila e la Filatura di Pollone S.p.A., azienda quest'ultima quotata alla Borsa di Milano, unica azienda industriale di Biella e della sua provincia, accanto alla holding finanziaria Borgosesia S.p.A.
Per quanto riguarda l'artigianato, importante è la lavorazione locale del ferro battuto, finalizzata soprattutto alla produzione di mobili. Un grande esempio il mobilificio Aiazzone

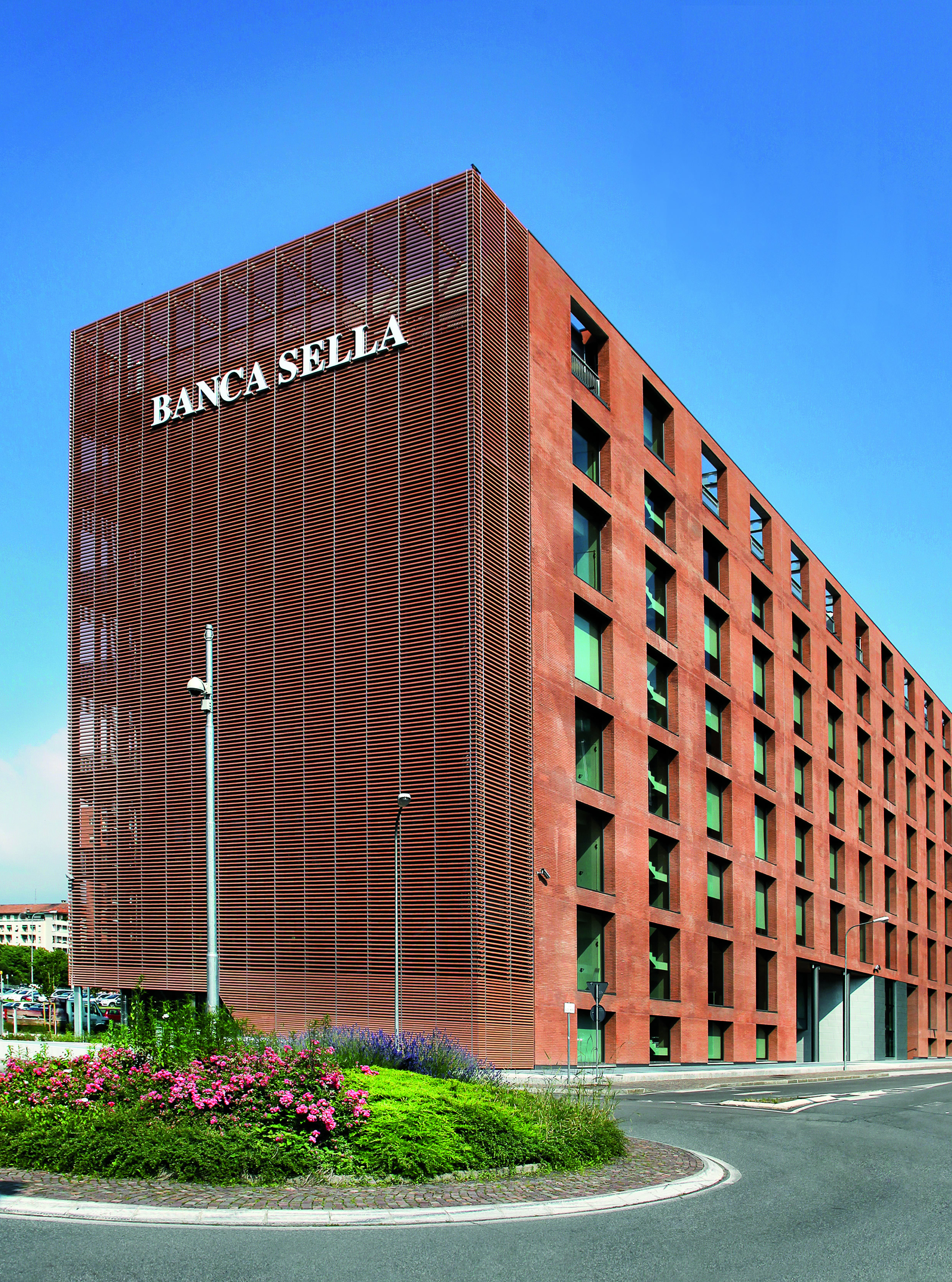
Sede Banca Sella

A Biella hanno inoltre sede aziende storiche in altri settori come ad esempio la Banca Sella, una delle principali banche private italiane, fondata nel 1886 su iniziativa di Quintino Sella.
La Menabrea, una delle più antiche fabbriche di birra italiane, è stata fondata nel 1846. Di Biella era anche la Tua Ski, produttrice di sci, mentre nel 1746 veniva fondata in questa città la ditta Avandero per il trasporto dei prodotti tessili.

## Infrastrutture e trasporti

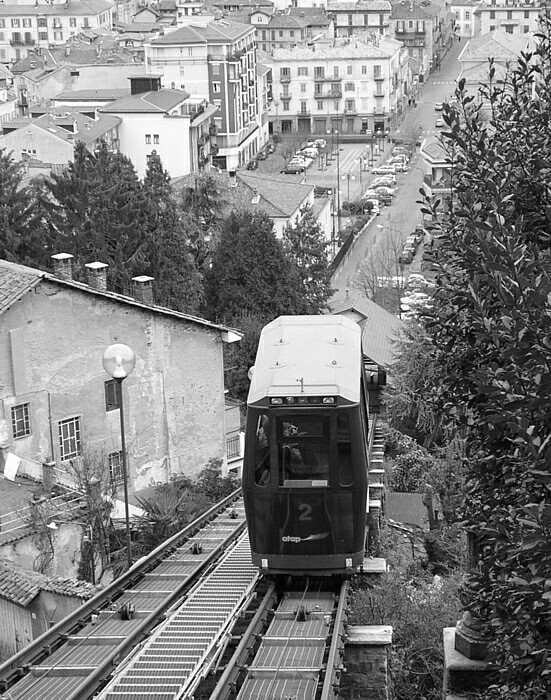
La Funicolare di Biella

### Strade
La città è servita dalla strada statale 142 Biellese, che nella zona sud prende la forma di una tangenziale, che innestata dal raccordo (strada regionale 142) collega la città da est alla tangenziale ovest (strada provinciale 400/a).
Nel 2026/2027 si prevede la fine dei lavori per la Pedemontana Piemontese, con partenza da Biella (BI) e fine a Romagnano Sesia (NO).

### Ferrovie tranvie

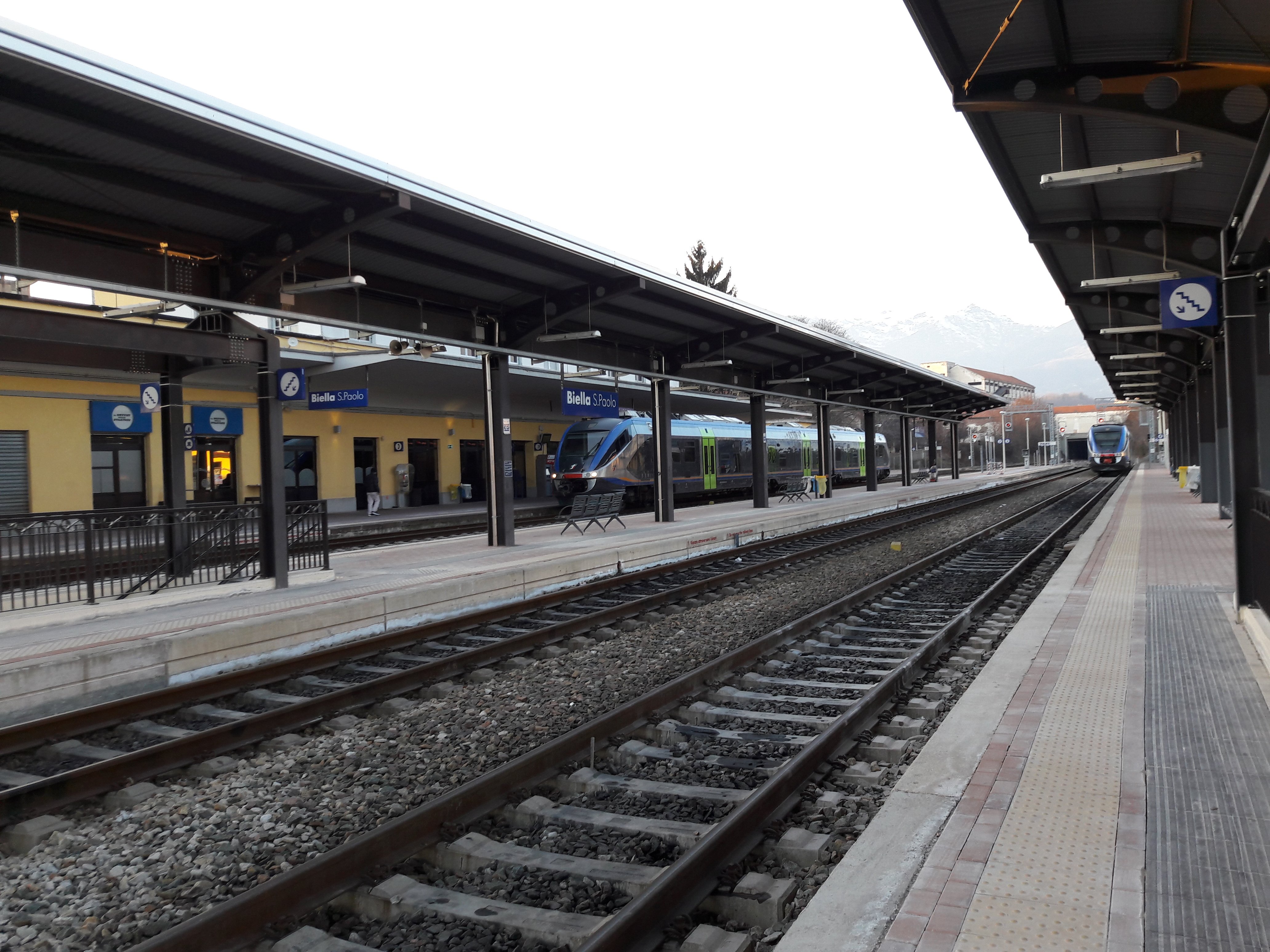
Piazzale binari della stazione

La Stazione di Biella San Paolo, comune alle ferrovie Biella-Novara e Biella-Santhià, è servita da treni interregionali e a lunga percorrenza, svolti da Trenitalia nell'ambito del contratto di servizio stipulato con la Regione Piemonte.
 Nel passato erano altresì presenti la stazione di Biella Chiavazza posta sulla linea Biella-Novara e dismessa dal servizio, e la vecchia stazione di Biella in piazza Vittorio Veneto, antico capolinea della ferrovia per Santhià e demolita nel 1958.
Dal 2019 ha inizio il progetto di ammodernamento per tutta la tratta Biella-Santhia che consiste nell'elettrificare tutta la linea. I lavori sono iniziati a luglio 2020 e si stima la conclusione per fine 2021.
Una vasta rete di ferrovie e tranvie secondarie che serviva il territorio, comprendeva le seguenti linee:
- Tranvia Biella-Oropa, attiva fra il 1911 e il 1958
- Tranvia Biella-Cossato, attiva fra il 1882 e il 1915
- Ferrovia Biella-Vallemosso, attiva fra il 1891 e il 1958
- Ferrovia Biella-Andorno-Balma, attiva fra il 1891 e il 1958
- Ferrovia Biella-Mongrando, attiva fra il 1891 e il 1951, trasformata in tranvia nel 1922
- Tranvia Biella-Borriana, attiva fra il 1925 e il 1951
- Tranvia Vercelli-Biella, attiva fra il 1890 e il 1933

### Funicolare
Nella città è presente una funicolare che collega Biella Piano con Biella Piazzo.

### Aeroporti
L'aeroporto di Biella-Cerrione, distante circa 10 km dalla città, è utilizzato per voli nazionali o a medio raggio. Inizialmente collegava Biella con Roma, poi, la rotta fu cancellata per gli alti costi di manutenzione.

### Mobilità urbana
In città i trasporti pubblici sono assicurati da autolinee gestite dalla società ATAP, che fino all'anno 2018 ha altresì gestito la funicolare di Biella, poi trasformata in ascensore inclinato senza operatore.

### Funivia
Ad Oropa era attiva una funivia che collegava il santuario con il Lago del Mucrone, attualmente (2025) chiusa, con voci di ristrutturazione. Dai pressi del lago Mucrone era anche attiva una piccola cestovia, che portava in vetta al Monte Camino (Alpi Biellesi) e al rifugio Capanna Renata, entrambe le strutture chiuse da tempo. Il sempre minore afflusso turistico nella zona, al di là delle presenze sporadiche per grandi eventi, e la pandemia di COVID-19 hanno influito definitivamente sulla chiusura delle strutture.

## Amministrazione

### Gemellaggi
- Cagliari[49]
- Weihai[50]
- Tourcoing[50]
- Arequipa[50]
- Kiryu[50]

## Ospedali
Nella città sono presenti due ospedali e una clinica privata.
• Nuovo Ospedale degli Infermi, inaugurato nel 2014. A seguito di alcuni padiglioni inutilizzati, dal 2020 è anche centro di alcuni studi universitari.
• Ospedale Degli Infermi, anche detto ospedale vecchio. Dismesso nel 2014 e successivamente abbandonato.
• Clinica privata La Vialarda

## Sport

### Pallacanestro
Il club sportivo di maggior sucesso in città è il Pallacanestro Biella, che ha militato fino alla stagione 2012/13 in serie A1: il 24 maggio 2009, sconfiggendo Roma nei play-off, raggiunse per la prima volta nella storia le semifinali scudetto, perse poi contro Milano.
Questo risultato diede la possibilità a Biella di disputare la Eurocup, svoltasi tra dicembre 2009 e gennaio 2010.
Nella stagione 2013/14 Pallacanestro Biella si aggiudicò la Coppa Italia DNA Gold.
La stagione successiva partecipò al'EuroChallenge.

### Rugby
Biella ha figurato nei campionati di vertice sia a livello maschile che femminile.
Fu in quest'ultima classe di competizione che la città fu rappresentata per la prima volta in massima divisione: l'Orso, nata nel 2007 a seguito della chiusura del settore femminile del Biella Rugby Club, disputò due stagioni in serie A prima di sciogliersi.
A livello maschile, altresì, il citato Biella Rugby Club, fondato nel 1977, ha raggiunto la promozione in Serie A Élite dopo avere vinto il campionato di serie A 2024-25 battendo Parabiago nella finale nazionale a Piacenza.

### Calcio

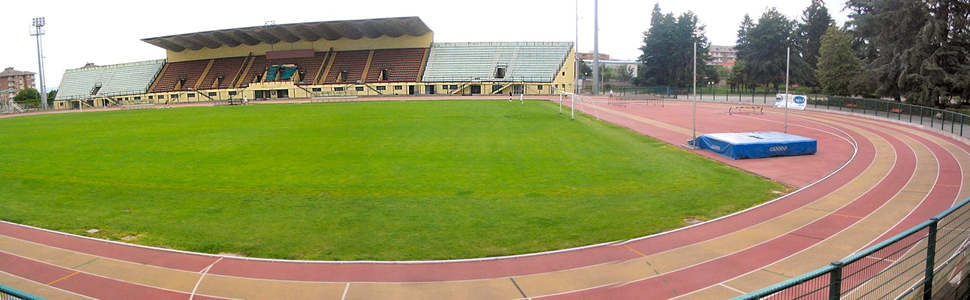
Lo Stadio Lamarmora

Il calcio di vertice a Biella è rappresentato dalle squadre giovanili e femminili della Juventus di Torino, rispettivamente la Next Gen, militante nella serie C maschile, e Women, campione d'Italia femminile al 2025, che negli impianti cittadini disputano le proprie gare interne.
Per quanto riguarda le società cittadine, l'ASD Biellese milita in categoria regionale dopo un passato nei professionisti in serie B come massima categoria raggiunta.

### Pallavolo
Per quanto concerne la pallavolo, ha sede nel comune la società Biella Volley: militante in B2. Nel settore femminile la società Virtus: ha militato in serie B2

### Ciclismo

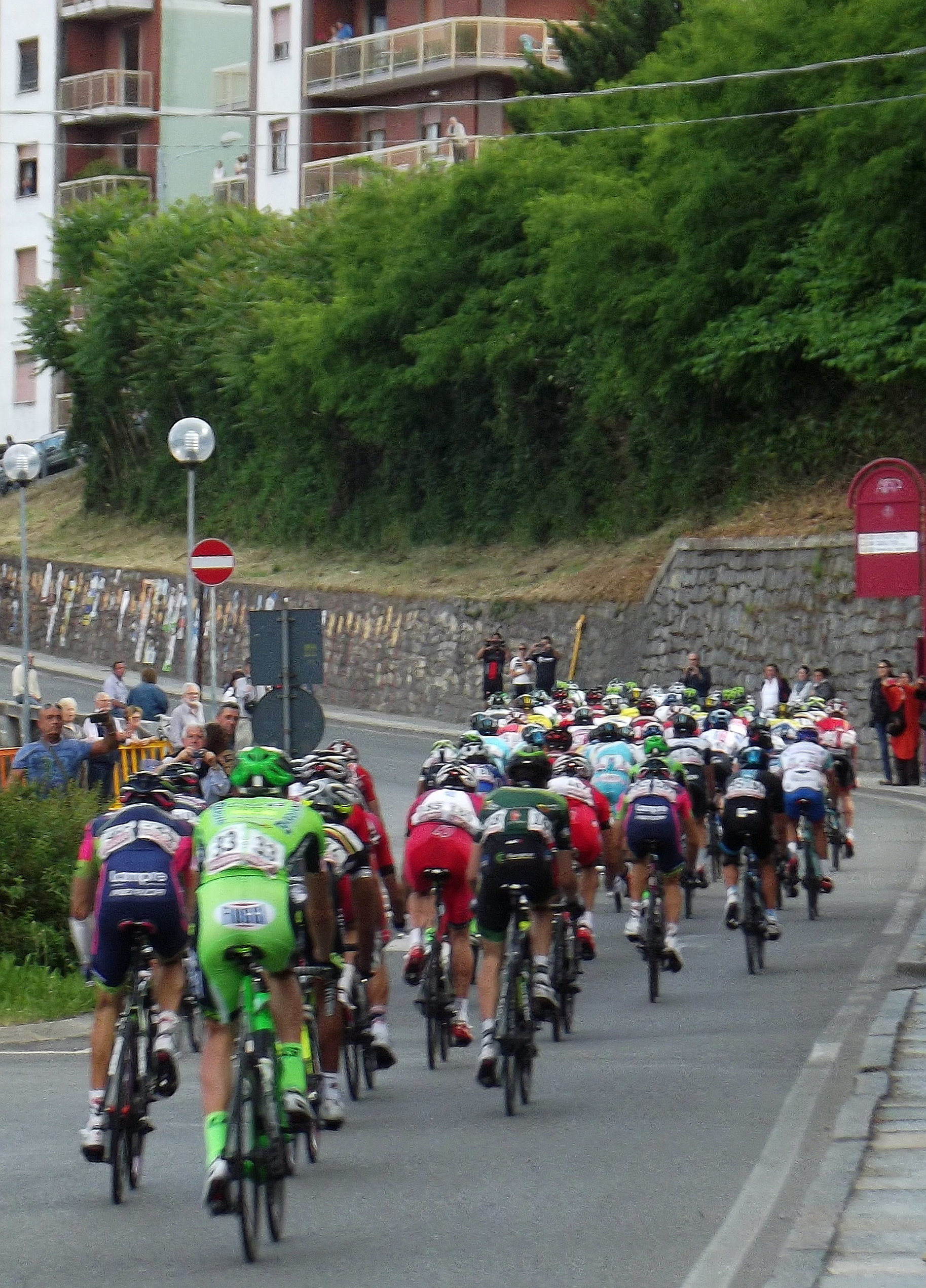
Il passaggio sulla salita di Riva del Giro 2014

Il comune di Biella ha ospitato per nove volte l'arrivo di una tappa del Giro d'Italia e due partenze. La prima nel 1964, l'ultima nel 2024. In sette occasioni il traguardo è stato posto al Santuario di Oropa.
Tappe del Giro d'Italia con partenza da Biella:
- 2021 3ª tappa Biella-Canale, vinta da Taco van der Hoorn.
- 2025 19ª tappa Biella-Champoluc, vinta da Nicolas Prodhomme.

Tappe del Giro d'Italia con arrivo a Biella:
- 1964 21ª tappa Torino-Biella, vinta da Gianni Motta.
- 1996 17ª tappa Losanna-Biella, vinta da Nicolai Bo Larsen.

Tappe del Giro d'Italia con arrivo al Santuario di Oropa:
- 1963 11ª tappa Asti-Santuario di Oropa, vinta da Vito Taccone.
- 1993 20ª tappa Torino-Santuario di Oropa, vinta da Massimo Ghirotto.
- 1999 15ª tappa Racconigi-Santuario di Oropa, vinta da Marco Pantani.
- 2007 13ª tappa Biella-Santuario di Oropa (cronoscalata), vinta da Marzio Bruseghin.
- 2014 14ª tappa Agliè-Santuario di Oropa, vinta da Enrico Battaglin.[54]
- 2017 14ª tappa Castellania-Santuario di Oropa, vinta da Tom Dumoulin.
- 2024 2ª tappa San Francesco al Campo-Santuario di Oropa, vinta da Tadej Pogačar.

### Automobilismo
Due storici appuntamenti del Formula Grand Prix si svolsero nelle vie del centro storico di Biella, nel 1934 e nel 1935, ospitando piloti di caratura mondiale come Achille Varzi, Tazio Nuvolari e Nino Farina.
Biella e il suo territorio hanno una grande tradizione anche nel campo dell'automobilismo sportivo e hanno dato i natali a numerosi piloti che, dai primi anni del XX secolo fino ad oggi, si sono distinti a livello nazionale e internazionale, soprattutto nelle gare su strada. Fra questi:
Antonio Brivio Sforza, Carlo Felice Trossi, Giovanni Bracco, i fratelli Umberto e Claudio Maglioli, Franco Perazio, Giampiero Bagna, Federico Ormezzano e Piero Liatti.
Piero Liatti è anche, ad oggi, l'ultimo pilota italiano ad aver vinto una gara del Campionato Mondiale Rally, il Rally di Monte Carlo del 1997, al volante di una Subaru Impreza WRC 97 della scuderia ufficiale 555 Subaru WRT.
La principale competizione automobilistica del Biellese è stata il Rally della Lana, che si è corso dal 1973 al 2001 e che, dal 1982, è stato valido per il Campionato Europeo. Dal 2018 la competizione è tornata a svolgersi regolarmente ogni anno nel fine settimana di metà luglio. Negli ultimi anni i motori sono tornati ad accendersi nel biellese, grazie a due rally ronde ed alla disputa del Rally della Lana Storico (valido per il campionato italiano).

### Impianti sportivi
Lo stadio Lamarmora ospita, oltre alle partite domenicali della Biellese, anche gare di atletica leggera, organizzate dall'Unione Giovane Biella, una delle storiche società sportive biellesi, e dalla FIDAL, la Federazione Italiana di Atletica Leggera, comitato di Biella e Vercelli.
Nello stesso stadio si allenano frequentemente anche Elena Romagnolo, Valeria Roffino, Fatna Maraoui e Nadia Ejjafini, atlete di livello internazionale: Romagnolo è triverese di nascita, Roffino è biellese, mentre Maraoui e Ejjafini sono atlete marocchine con cittadinanza italiana e da tempo residenti in città.

## Galleria d'immagini

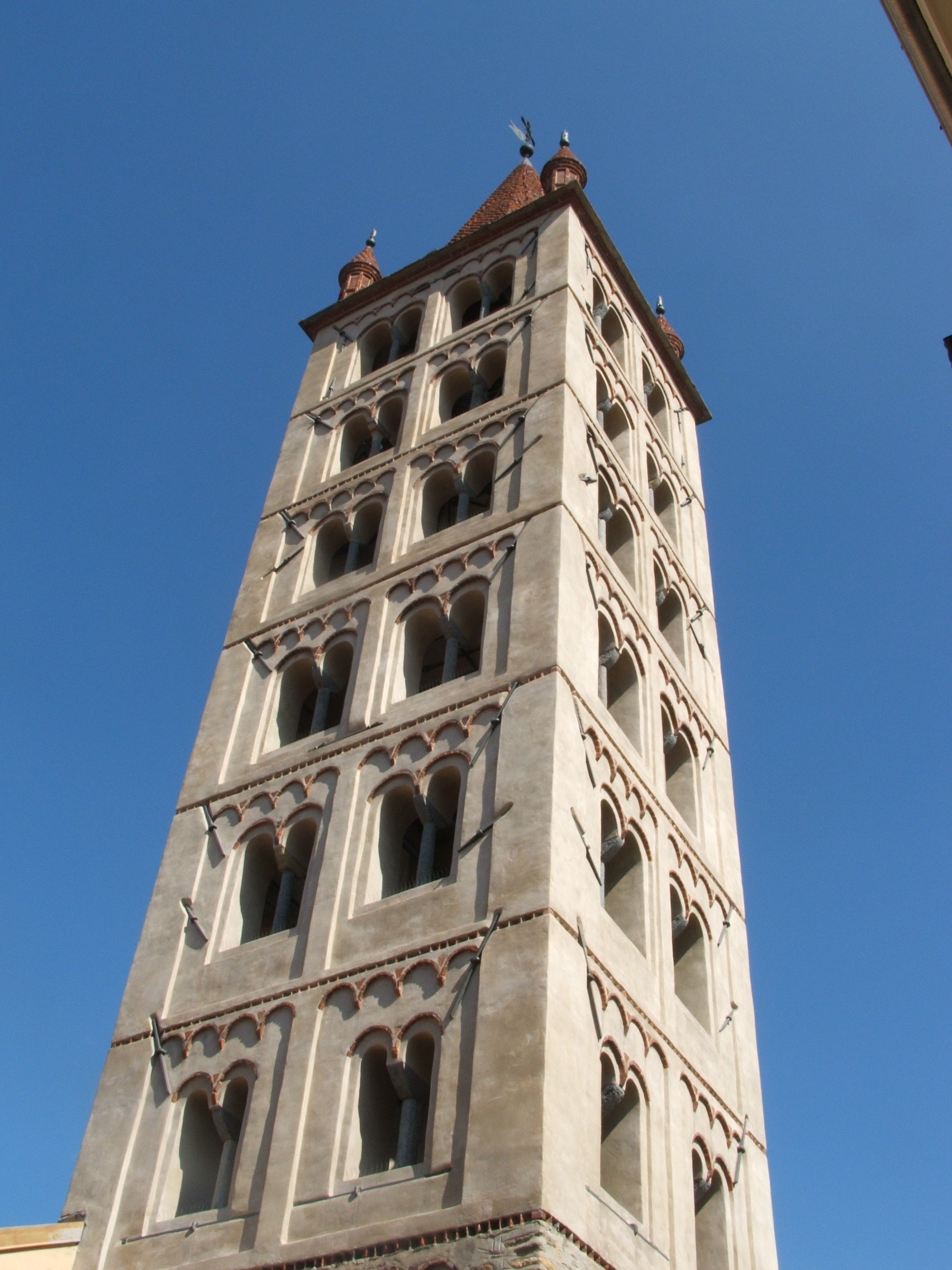
Il campanile della cattedrale
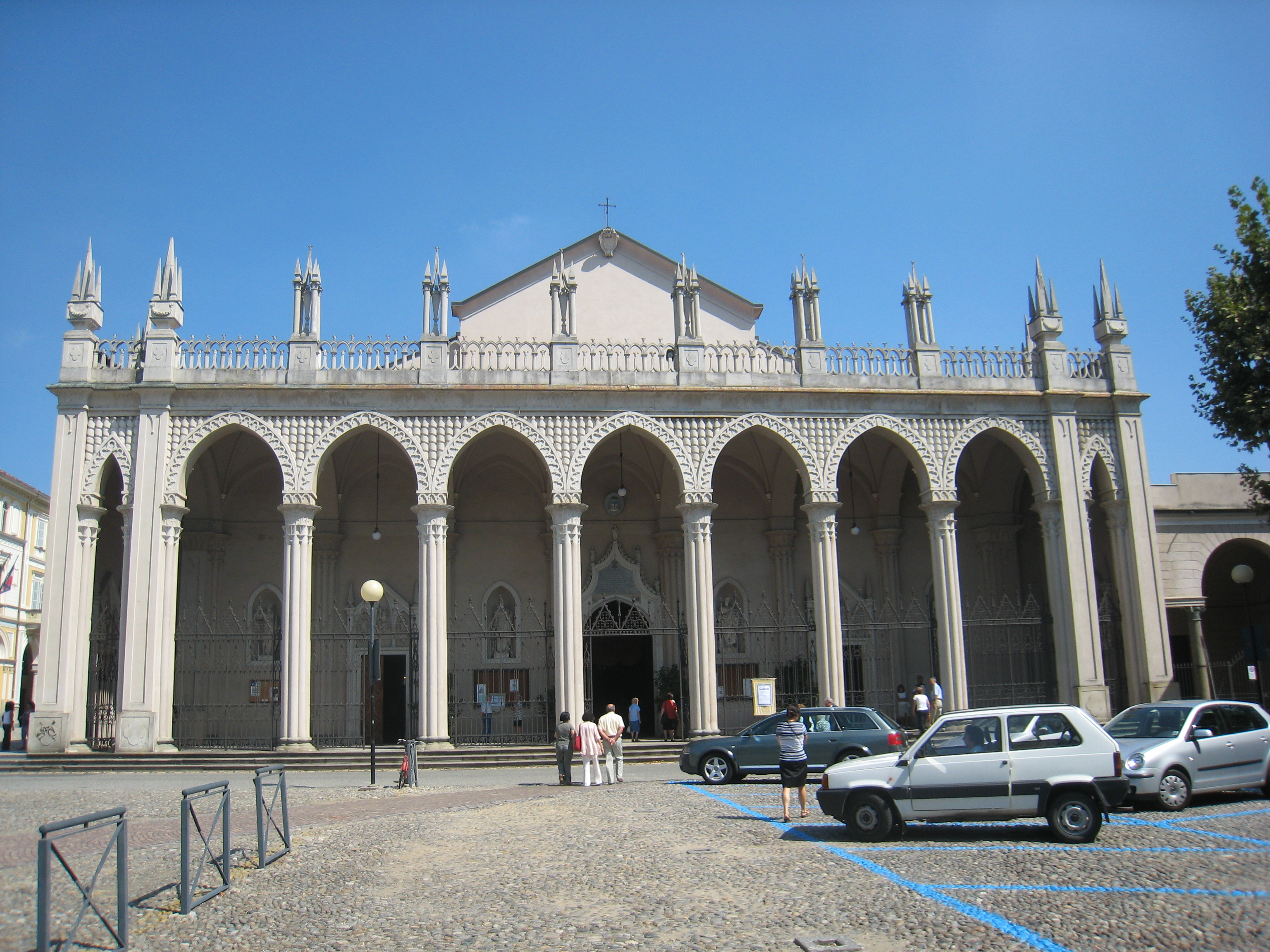
La facciata della cattedrale di Santo Stefano
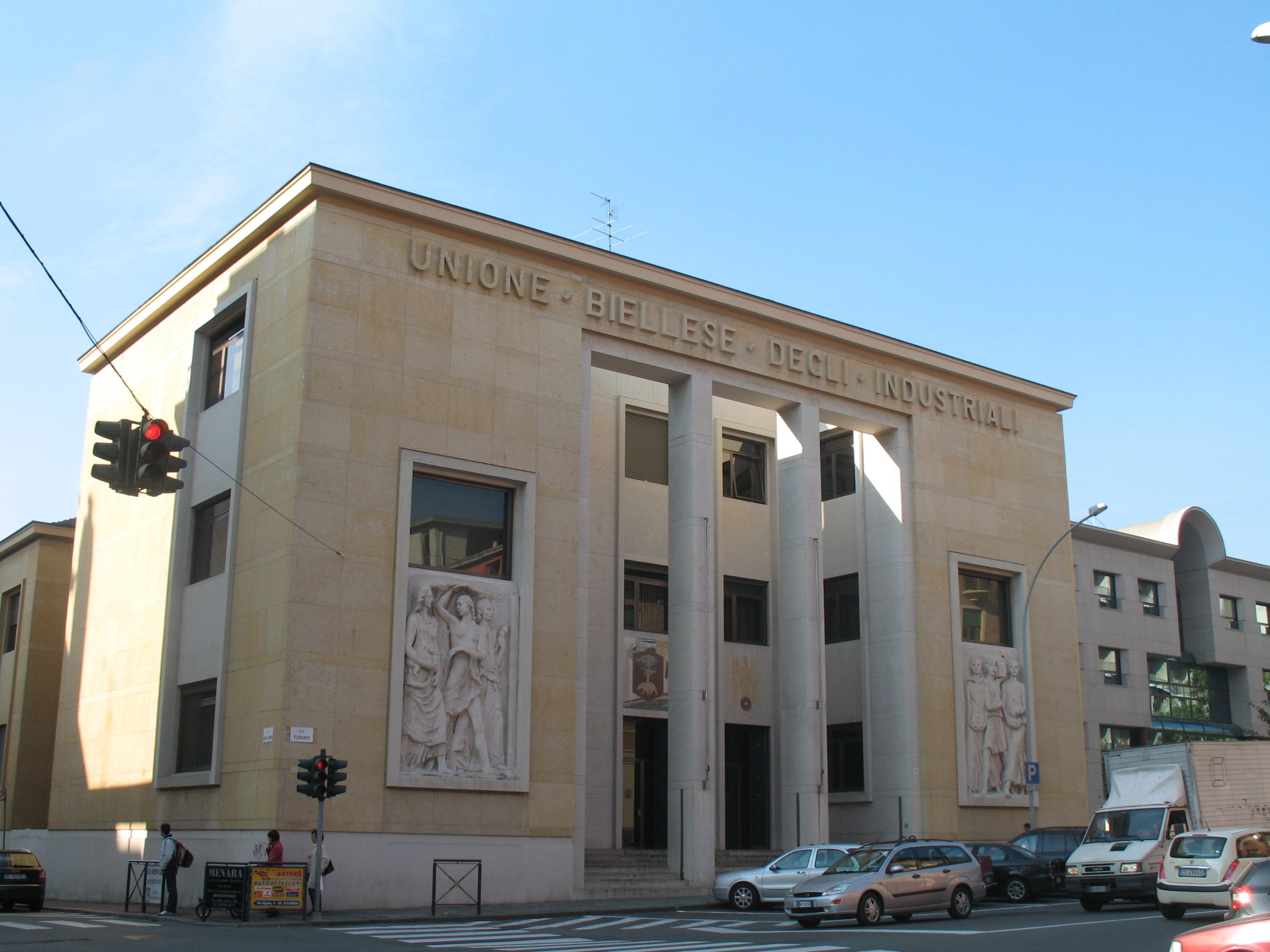
Il Palazzo dell'Unione Industriali in via Torino
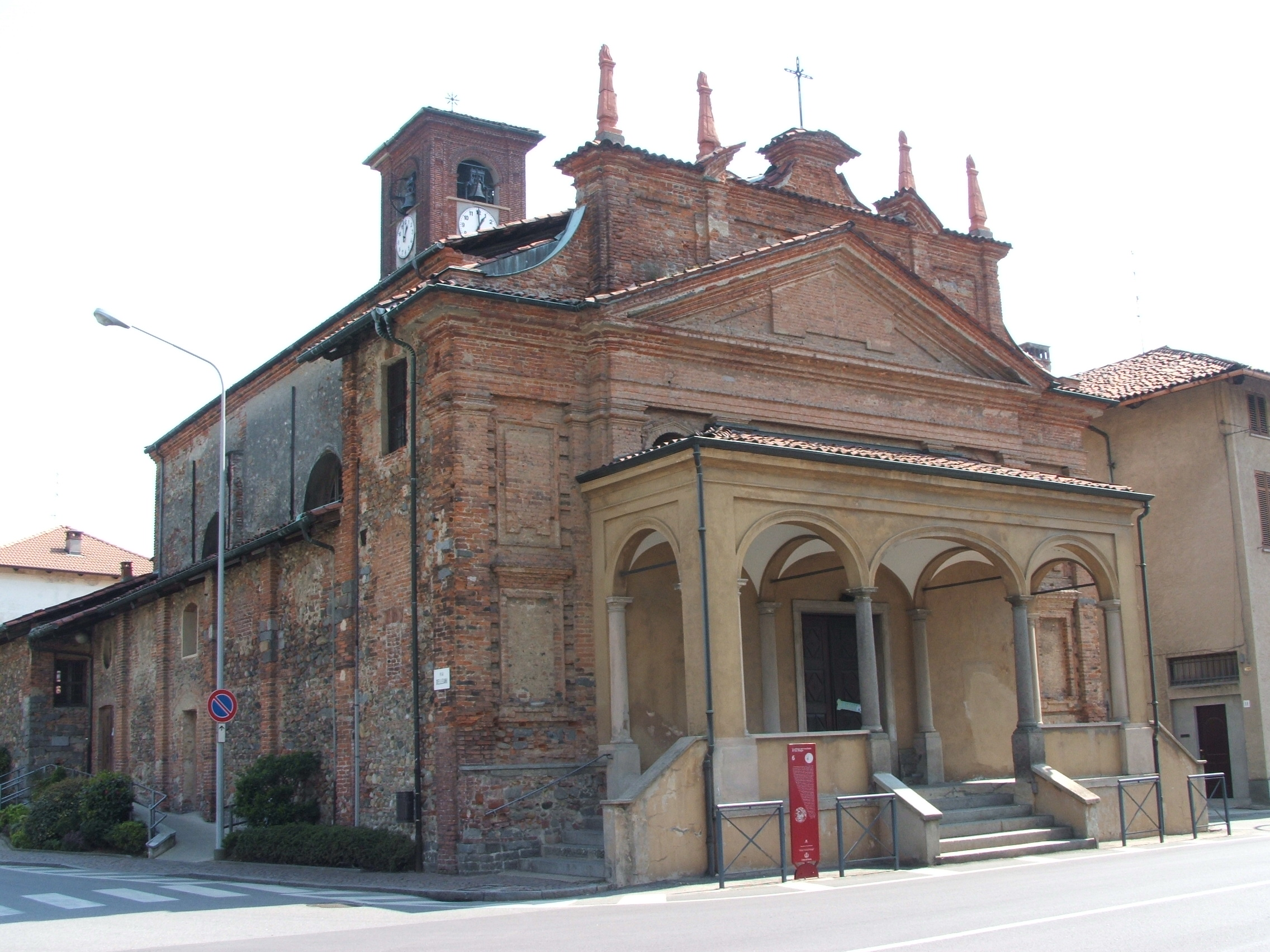
La chiesa di San Biagio nello storico quartiere del Vernato